# Operació Overlord
L'Operació Overlord és el nom clau per a la invasió del nord-oest europeu dels exèrcits aliats durant la Segona Guerra Mundial. S'inicià amb el desembarcament de Normandia el 6 de juny de 1944, conegut com a «dia D», i fou l'assalt amfibi més gran de la història. Uns 159.000 soldats van travessar el canal de la Mànega el 6 de juny (139.000 en embarcacions i 20.000 aerotransportats), i a final d'agost ja ho havien fet prop de tres milions.
Les tropes terrestres que van combatre al Dia-D provenien dels Estats Units, el Regne Unit i el Canadà. Després de l'assalt, van participar-hi també tropes de la França Lliure, poloneses, belgues, txeques, gregues, neerlandeses i noruegues. Contingents de més nacions també van participar en les forces navals i aèries. Originàriament, l'operació havia de començar el 5 de juny, però donades les inclemències meteorològiques s'hagué d'ajornar 24 hores; i el 6 de juny 10 divisions aconseguiren establir posicions entre l'Orne i el Vire. Tot i que no s'aconseguiren tots els objectius previstos, es pogueren establir caps de pont sòlids, on podrien desembarcar 250.000 homes i 50.000 vehicles en els dies següents. Un cop s'havien assegurat les platges, s'inicià un període de 3 setmanes per assentar la posició i poder començar llavors l'Operació Cobra, mitjançant la qual els aliats haurien d'obrir-se pas per Normandia.
La Batalla de Normandia prosseguí durant més de 2 mesos, amb diverses campanyes per establir-se definitivament a França, i va concloure amb el tancament de la bossa de Falaise, el consegüent Alliberament de París el 25 d'agost de 1944 i la retirada alemanya a través del Sena, que es completà el 30 d'agost de 1944.
Després de més de 60 anys, el desembarcament de Normandia segueix sent la major operació d'invasió per mar de tota la història, car gairebé 3 milions de soldats van travessar el canal de la Mànega des de Gran Bretanya fins a Normandia, a la França ocupada.

## Antecedents
Al juny de 1940, el Führer Adolf Hitler va qualificar la caiguda de França com la victòria més famosa de la història. Pel seu costat, des del precís moment en què els britànics van ser expulsats del continent a Dunkerque el 1940, aquests van planejar fer tornar la guerra a Europa, arribant a l'extrem que el Primer Ministre Winston Churchill, prometria envair França i alliberar-la del jou nazi,"si és precís, sols". Ara només era qüestió de reunir suficients homes i material per portar a terme la tasca, resistint mentrestant en les forces de l'Eix a Europa i al nord d'Àfrica i als japonesos a Orient. Aquesta tasca era complexa, ja que les operacions amfíbies són per definició les més complexes, i en el passat, només Juli Cèsar i Guillem el Conqueridor havien aconseguit travessar el canal amb èxit, mentre que Felip II, Napoleó i el mateix Hitler s'havien estavellat en l'empresa.
Des de la seva entrada a la guerra al desembre de 1941, els americans volien dirigir la guerra en termes d'un assalt directe contra Alemanya des del punt més proper (el Regne Unit) ja el 1942. Als britànics, a més, encara els coïa les extraordinàries xifres de baixes producte dels assalts frontals de la I Guerra Mundial. Churchill i l'Estat Major Imperial recolzaven impulsar moviments d'insurgència a través de l'Executiva d'Operacions Especials, així com fer una amenaça principal des de la Mediterrània fins a Alemanya a través de Viena, i concentrant-se en els aliats més febles, i en especial, Itàlia. Amb aquesta estratègia perifèrica, a més, veien l'avantatge de què es creava una barrera davant l'avanç soviètic a Europa. A més, ni britànics ni americans tenien experiència per portar a terme una invasió des del mar de grans dimensions; amb l'afegit de què un fracàs podria fer que els americans s'aboquessin en el Pacífic, la qual cosa un desastre potencial pels britànics a ulls de Churchill.
Gran part del desig nord-americà per assaltar Europa era la por que la Unió Soviètica acabés signant una pau separada amb Alemanya, davant del gran avanç assolit per la Wehrmacht, tot i les contínues demandes de Stalin perquè s'obrís un Segon Front (obviant el Pacte Ribbentrop-Molotov de 1939-41 i el fet que la Unió Soviètica seguia sent neutral davant el conflicte amb el Japó). En una declaració conjunta amb el Secretari General del Partit Comunista Ióssif Stalin i el President dels Estats Units Franklin Delano Roosevelt, Churchill anuncià una entesa plena en vistes a la creació del Segon Front el 1942. Churchill, això no obstant, informà als soviètics que el 1942 encara no disposaven de prou recursos per llançar-lo; però l'anunci causà la suficient impressió a Hitler perquè iniciés els preparatius per prevenir un atac Aliat a Europa. Tot i la mancança de recursos, els britànics van llançar durant el fracassat raid de Dieppe, que si bé se saldaria amb la pèrdua de 3.500 assaltants (majorment canadencs) d'una força total de 6.000, serviria als Aliats per extraure valuoses lliçons en vistes a l'assalt definitiu. Però es van preparar dues propostes preliminars: l'Operació Almàdena, per una invasió el 1942, i l'Operació Roundup, per a un gran atac el 1943, que s'adaptaria i esdevindria l'Operació Overlord, encara que va ser retardada fins al 1944.
Un problema afegit era el fet que el Regne Unit tenia disperses les seves tropes, lluitant contra l'Eix al campanya del nord d'Àfrica. Enormement necessitat d'una victòria, Churchill convencé a Roosevelt que els aliats guanyarien més a curt termini mitjançant una invasió al nord d'Àfrica que no pas a França. Així doncs, es llançà l'Operació Torxa contra el Marroc francès, que ocuparia a les tropes aliades fins al mes de maig amb el final de la campanya de Tunísia. A la Conferència de Casablanca, tot i que no ho aprovaven i a les queixes soviètiques, els nord-americans transigiren en prosseguir la campanya mediterrània britànica, envaint Sicília al juliol i Itàlia al setembre de 1943.
Des del 3 de setembre del 1943, els italians havien passat de ser enemics a aliats, i aquests estaven a punt de desembarcar al sud de Roma; els nord-americans havien arribat al màxim de la seva potència militar. Quan els tres grans es tornaren a reunir al novembre, aquest cop a Teheran, tot i les suspicàcies de Stalin i els seus temors que el Segon Front mai no es materialitzaria, es presentà al Tinent General britànic Sir Frederick E. Morgan com a Cap de l'Estat Major del Comandament Aliat Suprem amb el seu adjunt nord-americà, el Major General Ray Barker; i Churchill hagué d'assumir de què s'envairia França al maig o el juny de 1944.
El COSSAC i els seus elements operatius van ser posteriorment absorbits pel Quarter General Suprem Aliat de la Força Expedicionària (SHAEF) entre novembre de 1943 i gener de 1944, comandat pel General Dwight D. Eisenhower. El General Sir Bernard Montgomery va ser nomenat comandant del 21è Grup d'Exèrcits, al qual pertanyien totes les forces terrestres d'invasió, encarregant-se-li el desenvolupament del pla d'invasió.
En part per les lliçons apreses pels Aliats a Dieppe el 19 d'agost de 1942, els aliats van decidir millor no assaltar un port francès de manera directa en els desembarcaments inicials. A més, l'escàs radi d'acció dels caces britànics, incloent el Spitfire i el Typhoon, limitava enormement els llocs operatius, per tal de maximitzar el suport aeri. La geografia reduïa la tria a dos llocs: el Pas de Calais i la costa de Normandia.

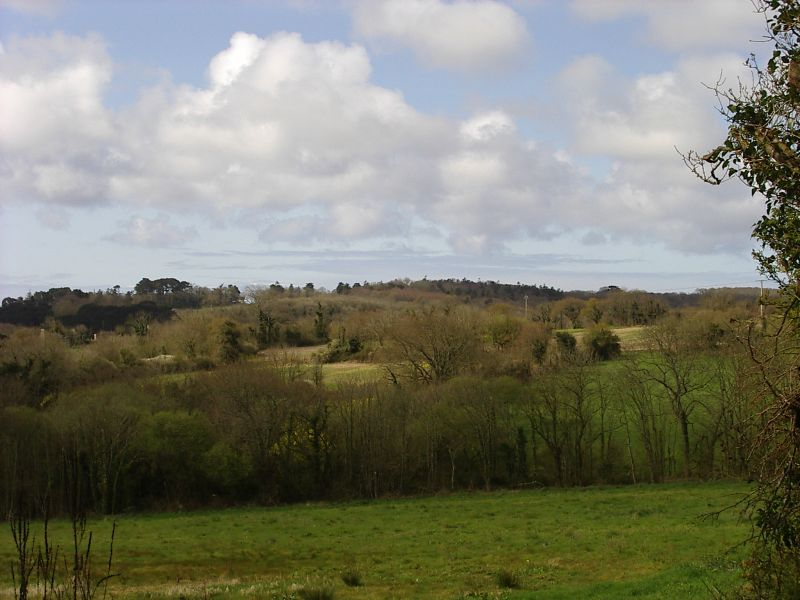
El bocage normand.

## Terreny
Els 80 km de costa normanda escollits pels Aliats per desembarcar, establir el cap de pont i obrir el front cap a la plana francesa tenen bàsicament aquestes característiques:

### La costa de Normandia
Formada en més d'un 95% de platges. La marea baixa deixa al descobert fins a 500 m de platja de sorra. Només hi ha pocs trams on existeixin roques que, encara amb la marea baixa, no deixin platja al davant. Després del nivell màxim on arriba la marea alta, s'estén una franja pedregosa amb una amplada de fins a 50 m. A partir d'aquest punt, la costa comença una elevació de fins a 50m d'alçada sobre el nivell de la marea alta, amb un pendent mitjà de 20 graus. Aquests pendents són de terra, coberts de prats i arbusts molt densos, de fins a 2m d'alçada.
A partir d'aquí s'estén el camp de Normandia uns 80 km cap al sud. És un terreny molt ondulat, cobert de grans pastures pel bestiar boví, prats pel cereal i pomers. El terreny està tancat amb murs de pedres apilades cobertes de molsa o amb denses plantacions de cledes d'arbusts (l'anomenat bocage). Al capdamunt dels turons que no es llauren creix brossa de gran alçada. Els camins, amb un traçat molt ondulat, transcorren per fondonades. També aquests camins van acompanyats per tanques d'arbusts i murs de pedres.
El clima és molt plujós, fent que el país estigui travessat per nombrosos rierols, que trenquen el pla a mesura que s'apropen al mar, obrint escletxes cap a les platges. Aquestes fondonades permeten arribar còmodament el cim de la costa des de la platja, evitant escalar els vessants.

#### L'estratègia ofensiva del desembarcament
Des del punt de vista militar de l'exèrcit que ha de desembarcar a Normandia, el paisatge té els següents avantatges: les defenses enemigues instal·lades als pendents de la costa són un bon punt d'atac per a l'artilleria dels vaixells de guerra. Amb avions d'exploració el bombardeig pot estendre's sobre les bateries allunyades de la costa; i aquestes són un blanc perfecte pel bombardeig aeri.

#### L'estratègia defensiva del desembarcament
Pel defensor, amb modestos reductes construïts als vessants i dotats d'artilleria d'abast mitjà i metralladores es pot abatre perfectament les tropes que avancen per la platja si han desembarcat amb marea baixa, així com les embarcacions de desembarcament que s'apropen amb la marea alta. L'artilleria pesant instal·lada fins a 10 km de la costa, però unida telefònicament amb punts d'observació situats al capdamunt dels turons sobre la platja també poden batre la platja perfectament.

#### L'interior de Normandia
L'atacant es troba amb grans dificultats perquè les seves forces blindades puguin actuar, car el terreny ondulat, les tanques de pedra i d'arbusts que separen els camps, els cims dels turons coberts d'arbusts, els camins sinuosos que transcorren pel fons de les fondonades i flanquejats per murs i arbusts obliga que l'atac dels blindats es faci en punta i no en ample, i sempre amb una cobertura dels flancs molt curta. El defensors té el mateix problema amb els seus blindats; però amb granaders proveïts d'artilleria lleugera sempre poden quedar amagats fins que els blindats enemics estiguin molt a prop. Llavors només cal disparar sobre el primer i el darrer tanc de la columna perquè aquesta quedi pràcticament immobilitzada.
Això va fer que, després del desembarcament, el defensor basés la seva tàctica en l'ús massiu de granaders, mentre que l'atacant havia de fer un ús extraordinari de caces bombarders que, volant a molt baixa altura, atacaven als defensors quan mostraven la seva posició pel foc de les seves armes.

## Els plans enfrontats

### Els preparatius alemanys
Durant 1942 i 1943, els alemanys veien com a remota la probabilitat que els aliats tinguessin èxit en una invasió a l'oest; de fet, el mateix Hitler donava per segur que el fracàs de la invasió comportaria la sortida de la guerra dels Estats Units i del Regne Unit. Els preparatius per rebutjar-la van limitar-se a la construcció per part de l'Organització Todt d'impressionants fortificacions que cobrien els ports principals. Les tropes destinades a l'oest al van arribar al màxim el 1944, amb 59 divisions estacionades a França, Bèlgica i els Països Baixos.
| «                            | A l'Est, la immensitat de l'espai... permetria una pèrdua del territori, sense que Alemanya patís per la seva supervivència. Però no així a l'Oest! Si l'enemic té èxit aquí... conseqüències de proporcions esfereidores hi seguiran en molt poc temps | » |
| — Adolf Hitler, Directiva 51 | |   |

A la Directriu 51 de novembre de 1943, Hitler manifestava que el triomf d'una ofensiva aliada a l'oest suposava una amenaça directa al cor industrial alemany: el sud-est britànic estava molt més a prop de Colònia, Düsseldorf o Essen que no pas l'Exèrcit Roig de Berlín. Això no obstant, fidel a l'antiga estratègia del divideix i venceràs, va dividir el comandament a l'oest entre diversos comandants d'un tarannà molt diferent: com a comandant en Cap de l'Oest figurava el Mariscal de Camp Gerd von Rundstedt, partidari d'una defensa flexible. Va llançar les divisions cuirassades quan els aliats avancessin. Pel seu costat, la Kriegsmarine i la Luftwaffe operaven alienes al Heer, controlades només per Hitler; a més que Hermann Göring es negava a posar el seu cos d'artilleria antiaèria al servei de l'exèrcit, el qual la seva aviació tampoc podia defensar. A més, les úniques transmissions d'Enigma que Ultra desxifrava regularment eren les de la Luftwaffe.
Durant molt de temps França havia estat el lloc on les divisions esgotades de l'Est anaven a descansar. Cap a final de 1943 la situació canvià, i esdevingué un centre d'instrucció i preparació pel combat. Així, el juny de 1944 a França hi havia sis divisions preparant-se, així com dues de campanya de la Luftwaffe i divisions formades per majors de 37 anys o per hilfswillige destinades a defensar punts fortificats. A més, hi havia treinta divisions d'infanteria de qualitat acceptable: sis a la costa Mediterrània, una als Pirineus, dues a Bretanya; una a les illes del Canal i una dotzena defensant el Canal. Al darrere es trobava la reserva formada per les divisions Panzer.

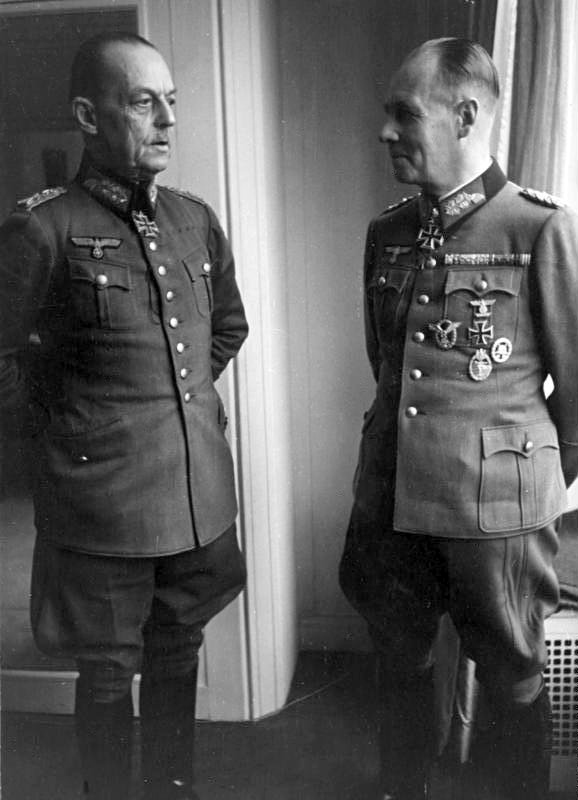
Els dos comandants alemanys, els feldmarshalls von Rundstedt i Rommel

Vers la fi de 1943, l'obvi augment de les forces aliades al Regne Unit provocà que el mariscal von Rundstedt demanés reforços. A més d'unitats de refresc, von Rundstedt també rebé un nou subordinat, el també mariscal Erwin Rommel. Rommel d'inici només volia fer una volta d'inspecció del Mur Atlàntic. Després d'informar Hitler, Rommel demanà el comandament dels defensors del nord de França, Bèlgica i els Països Baixos. Així doncs, al febrer de 1944 s'organitzà el Grup d'Exèrcits B (les tropes alemanyes al sud de França passaren a anomenar-se Grup d'Exèrcits G, sota el comandament del general Johannes Blaskowitz). Rommel, a més, es mostrà contrari a la defensa flexible i considerà que l'única possibilitat que tenien els alemanys era rebutjar la invasió a les mateixes platges i durant les primeres 24 hores.
Rommel va haver d'admetre que el Mur Atlàntic només tenia valor propagandístic, car les seves fortificacions només cobrien els ports. Les platges amb prou feines estaven defensades, de manera que els aliats podien desembarcar allà i capturar els ponts des de l'interior. Rommel revitalitzà els defensors, que treballaren per millorar les defenses de tota la línia costanera. Es posaren obstacles d'acer al punt més alt de l'aigua, es construïren búnquers i nius de tirador (anomenats «Tobrouks»), i s'inundaren diverses zones. Donada la supremacia aèria aliada (12.000 avions aliats contra 300 caces de la Luftwaffe) es plantaren estaques, conegudes com a Rommelspargel («espàrrecs de Rommel») allà on eren probables els desembarcaments aerotransportats. Rommel, a més, insistí que s'augmentés de forma espectacular el nombre dels camps de mines, amb la voluntat de crear una zona de cent metres de fondària amb més de dos cents milions de mines enterrades. Poques setmanes després de la seva arribada, el ritme de col·locació de mines passà de 40.000 a més d'un milió al mes; i cap a mitjan maig ja s'havien col·locat més de quatre milions (quan des de 1941 a desembre de 1943 només s'havien instal·lat 1.700.000)
Tots aquests treballs no estaven completats, especialment al sector vital de Normandia, en part a causa del bombardeig aliat del sistema ferroviari francès (que interferí enormement en el trasllat de materials necessaris). Els alemanys també estaven convençuts que la invasió tindria lloc al Pas de Calais, per les mesures de distracció aliades i per les seves pròpies idees preconcebudes. Per això van concentrar allà els seus esforços. A més l'exèrcit no disposava de prou formigó pels búnquers i les bateries.
Els ports de Duinkerke, Calais, Boulogne-sur-Mer, Le Havre i Cherbourg (a la costa del Canal) i de Brest, La Rochelle i Bordeus a la costa Atlàntica van ser designats com a fortaleses (Festung), on s'hauria de resistir fins al darrer home. Hitler estava convençut que constituïen la millor forma d'aturar l'enemic i que els seus generals es plantegessin la retirada. Els generals, però, criticaven aquesta obsessió; i quan von Rundstedt senyalà que els canons apuntaven només al mar, el que les feia vulnerables a un atac terrestre, no se'l va fer cas. En darrera instància, 120.000 homes quedarien atrapats a les guarnicions, no poden defensar Alemanya quan se'ls necessitava allà.
Els alemanys, això no obstant, havien fortificat la línia costanera com a part de les defenses del Mur Atlàntic amb torretes de tanc i un extens ús del filferro espinós. Creïen que qualsevol salt paracaigudista hauria de realitzar-se des d'una gran alçada (això provocà que els llançaments fossin a baixa alçada). El sector que va rebre l'atac estava protegit per quatre divisions, de les quals la 352a i la 91a eren d'alta qualitat. La resta de defensors incloïen alemanys (considerats no aptes pel servei actiu al Front Oriental, habitualment per motius mèdics) i de diverses nacionalitats més, incloent lleves poloneses i antics presoners de guerra soviètics que havien acceptat lluitar pels alemanys davant les inhumanes condicions de vida als camps de presoners. Aquestes unitats Ost comptaven amb comandament alemany.

#### Les reserves mòbils
Les mesures defensives de Rommel van ser frustrades per la disputa sobre la doctrina cuirassada. A més dels seus dos grups d'exèrcits, von Rundstedt també comandava el quarter general del Grup Panzer Oest, del general Leo Geyr von Schweppenburg (habitualment referit com a von Geyr), per administrar les formacions mòbils en reserva. Von Geyr i Rommel es mostraren en desacord sobre com havien de desplegar-se i emprar-se aquelles vitals divisions panzer.
Rommel proposà que les formacions cuirassades fossin desplegades a prop de la costa, per contraatacar de seguida i quan els invasors fossin més vulnerables. Von Geyr argumentà que haurien de ser concentrades en una posició central als voltants de París i desplegades en masse contra la principal platja aliada quan aquesta hagués estat identificada. Quan la disputa arribà a Hitler, aquest imposà una fatal solució de compromís. Rommel només va rebre tres divisions cuirassades, de les quals només una estava suficientment prop de les platges normandes com per intervenir el primer dia. La resta de divisions mecanitzades capaces d'intervenir a Normandia van ser retingudes sota el control directe de l'Alt Comandament alemany i van ser dispersades per França, Bèlgica i els Països Baixos.

### Els preparatius Aliats
El pla va començar a gestar-se el març de 1943 i estigué enllestit a començament de 1944. Hi havia dues possibilitats d'assalt. Una era atacar per la part més estreta del canal de la Mànega, el Pas de Calais, que s'havia convertit en una autèntica fortificació per part de l'exèrcit alemany. L'altra, la que es va dur a la pràctica, era desviar l'atac per Normandia. Normandia presentava seriosos problemes logístics, almenys fins que l'únic port viable de la zona, Cherbourg, que estava ben protegit, fos conquerit. Van ser diversos entre els màxims graons del comandament els que argumentaren que el Pas de Calais seria una zona millor de desembarcament. Però si bé el Pas de Calais era la ruta més curta entre Anglaterra i el Continent, estava densament fortificat i defensat. Per tant, Normandia va ser l'elegida com a lloc del desembarcament.
Després del desastre de l'atac al port de Dieppe de l'agost de 1942, es va prendre la decisió de no atacar cap port francès durant el desembarcament. Per aquest motiu, la invasió amfíbia es faria en quatre punts estratègics determinats en una zona de platges normandes.
El desembarcament a un front ample a Normandia permetria amenaçar simultàniament el port de Cherbourg, a més de la Bretanya, i una ruta d'atac cap a París i la frontera alemanya. Normandia no estava tan defensada i era punt poc probable per iniciar la invasió, tot i que estratègicament era vàlida, amb el potencial afegit de confondre i dividir els defensors alemanys.
Inicialment, el pla del COSSAC preveia el desembarcament de tres divisions amfíbies i dues brigades aèries. En establir el SHAEF, Eisenhower i Montgomery acceptaren l'elecció de Normandia, però insistiren que la força de desembarcament hauria de ser superior: el desembarcament es realitzaria en cinc platges diferents, en un front de més de 65 km, amb cinc divisions desembarcant a la primera onada i quatre més desembarcant durant les primeres 24 hores; a més de tres divisions paracaigudistes (una britànica i dues americanes) protegint el flancs. En total, 47 divisions participarien en la Batalla de Normandia: dinou britàniques, cinc canadenques i una polonesa sota comandament britànic, i vint-i-una divisions estatunidenques i una de la França Lliure, amb un total d'un milió d'homes. El 7 d'abril i el 15 de maig, el general Bernard Montgomery, que es feu càrrec del disseny de l'operació, va presentar la seva estratègia: els britànics desembarcarien a l'est de Normandia i els estatunidencs a l'oest, i ambdós exèrcits penetrarien cap a l'interior. Els alemanys lliurarien una batalla mòbil i flexible i van conservar les seves forces cuirassades a rereguarda per poder llançar un contraatac. El Segon Exèrcit britànic es dirigiria cap a la plana de Caen-Falaise i capturaria Caen el primer dia. Amenaçaria amb un trencament en direcció a París, amb el Primer Exèrcit americà cobrint els flancs i la rereguarda; però el trencament només seria una finta, que quan els alemanys reforcessin les seves posicions per evitar-la, els estatunidencs es desviarien cap a l'oest, cap a la península de Cotentin per capturar Cherbourg i assegurar els ports de la Bretanya, la qual cosa atorgaria una important base logística i els aliats podrien dirigir-se en un front ampli cap a l'est. Preveia 90 dies de combat, que acabaria quan totes les tropes arribessin al Sena, pivotant sobre la ciutat de Caen, amb les tropes britàniques i canadenques formant un escut i els exèrcits estatunidencs dirigint-se cap a la dreta.
L'objectiu pels primers quaranta dies era crear una posició que inclouria les ciutats de Caen i Cherbourg (especialment Cherbourg, car disposava d'un port d'aigües fondes), i després avançar per alliberar Bretanya i els seus ports i avançar en línia recta des de Le Havre a través de Le Mans cap a Tours fins a uns 190 km al sud-oest de París, amb la idea de controlar en uns noranta dies el Loira al sud i el Sena al nord-est.
Encara que els desembarcaments anteriors portats a terme pels Aliats havien estat de nit, en aquesta ocasió Montgomery volia fer-los amb llum, particularment pel foc de suport de vaixells i avions. Així, la flota aliada travessaria el Canal durant la nit i el desembarcament seria fet a l'albada, després d'un bombardeig preliminar naval d'una hora. Això implicava que els desembarcaments paracaigudistes, el major que s'havia fet mai, seria durant la nit. Per tal de millorar les possibilitats d'èxit, els comandants paracaigudistes i aeris volien lluna plena. L'única data que combinava la Lluna, els vents i les marees van ser els tres dies des del 5 de juny.

#### Tecnologia
Per fer possible l'èxit d'Overlord, els aliats desenvoluparen nous enginys tecnològics. Davant la impossibilitat de conquerir un port, car estaven densament protegits, els aliats desenvoluparen els ports Mulberry, ports pre-fabricats i mòbils, realitzats a partir de la unió de diversos blocs de formigó preformats que, transportats a través del Canal a flot, serien enfonsats en arribar a la seva ubicació definitiva. Pel transport de combustible, els aliats portaren a terme l'operació PLUTO (Pipe-Lines Under The Ocean, canonades sota l'oceà), en la que científics britànics, empreses petroleres i l'exèrcit desenvoluparen un oleoducte sota el Canal; per tal de disminuir la dependència dels petrolers, que podien veure's afectats pel mal temps, ser el blanc dels submarins alemanys o ser més útils a la campanya del Pacífic. D'altra banda, el major general Percy Hobart, un enginyer militar gens convencional, desenvolupà una sèrie de modificacions de tancs Sherman i Churchill, coneguts com les Hobart's Funnies, emprats a Normandia amb gran efecte.

#### Diversió

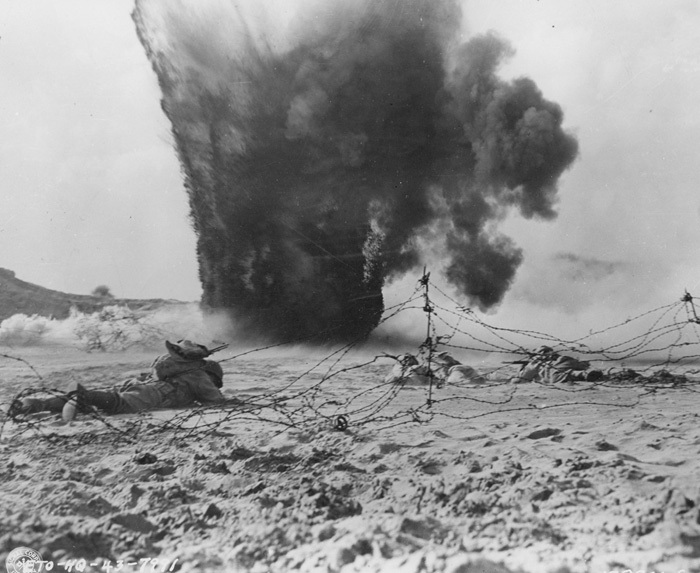
Entrenaments amb munició real a Anglaterra

Durant els mesos previs a la invasió, els aliats dugueren a terme una operació de diversió, l'operació Guardaespatlles, dirigida a convèncer els alemanys que hi havia altres zones amenaçades, més que no pas el nord de França (com els Balcans o el sud de França). Així, durant les setmanes prèvies a la invasió, per tal de persuadir els alemany que l'operació principal realment tindria lloc al Pas de Calais o a Noruega, prepararen un gran pla de diversió anomenat operació Fortitude: l'operació Fortitude Nord havia de fer que els alemanys creguessin que serien atacats a Noruega; i la Fortitude Sud, molt més vital, va ser dissenyada perquè esperessin que l'atac principal seria pel Pas de Calais i mantinguessin allà les seves forces per fer front a aquesta amenaça en lloc de traslladar-les cap a Normandia.

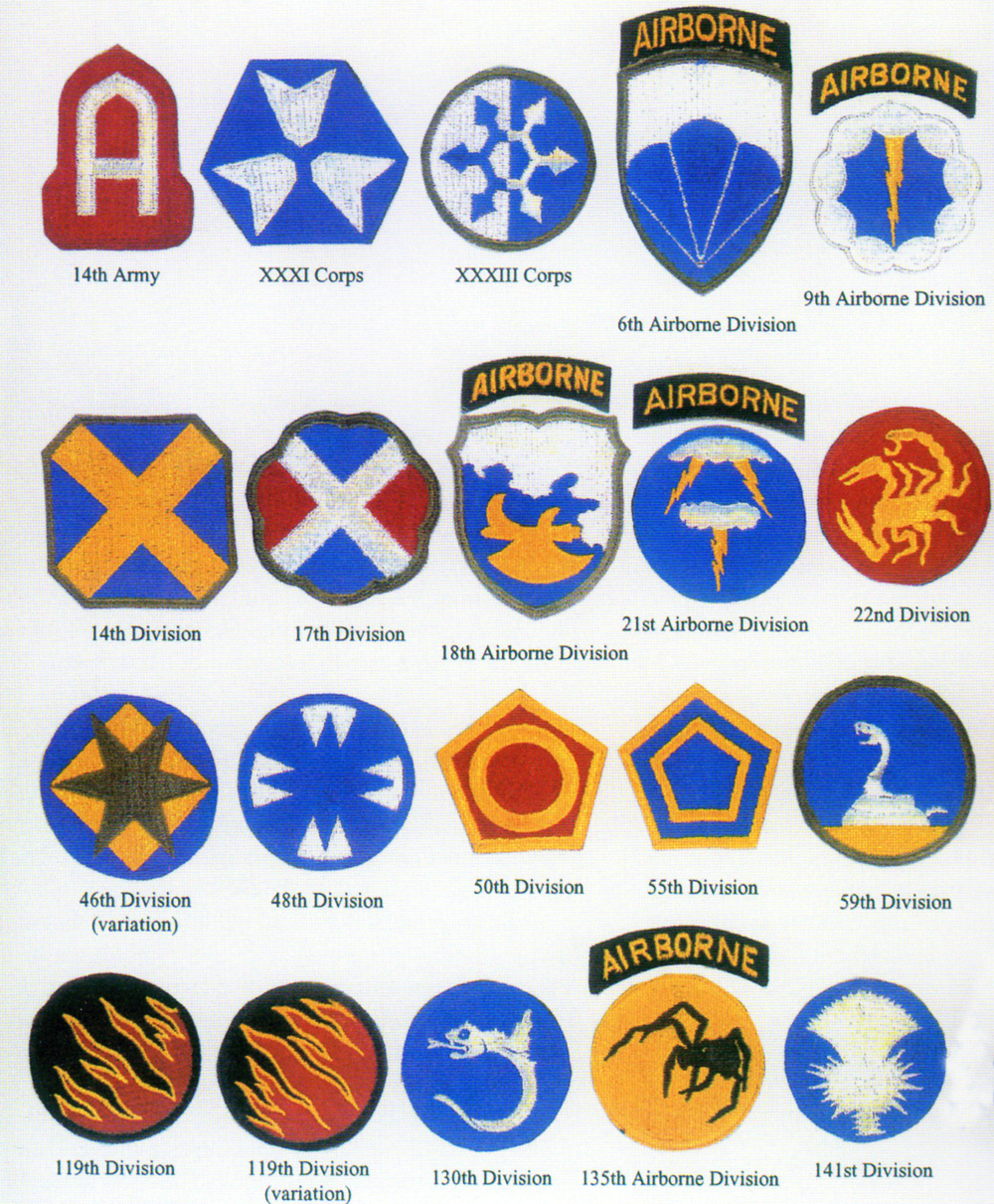
Insígnies dissenyades per al fals 1r Grup d'Exèrcits del general Patton

Es creà un Primer Grup d'Exèrcits Nord-americà (FUSAG) de manera fictícia, suposadament situat al sud-est d'Anglaterra, sota el comandament del General Lesley McNair i del General George Patton, mitjançant l'ús d'agents doble i tràfic radiofònic fals. Els alemanys tenien una extensa xarxa d'agents operant a Anglaterra; però, desafortunadament per a ells, tots havien passat a mans aliades com a part del Sistema Creu Doble, i agents apropiats es dedicaren a «confirma» l'existència i la localització del FUSAG i del Pas de Calais com a principal punt d'atac. Es construïren diversos campaments on no hi havia ningú, amb peces d'artilleria, camions Dodge i tancs Sherman fets de cautxú amagats sota les xarxes de camuflatge, i es permeté que els pocs avions de reconeixement de la Luftwaffe que s'aventuressin a volar fins allà els poguessin fotografiar. Durant aquest període, la major part del bombardeig naval aliat tingué lloc al Pas de Calais, en lloc de contra Normandia. Les forces aliades van arribar a preparar un destacament de tropes, format per antics actors de Hollywood o de Broadway, capaços d'imitar qualsevol accent nord-americà que van transmetre per freqüències accessibles als alemanys.
Per reforçar l'Operació Fortitude Nord, es preparà l'operació Cel en usar el tràfic radiofònic des d'Escòcia, dissenyada a convèncer els analistes alemanys que es preparava una ofensiva cap a Noruega. Per defendre's contra aquesta amenaça fantasma, les unitats alemanyes que podrien haver estat traslladades a França van romandre a Noruega.
La darrera part de la diversió va tenir lloc la mateixa nit anterior a la invasió: un petit grup d'operadors del SAS llançà ninots paracaigudistes que explotaven en tocar terra o a l'aire. El propòsit d'aquests ninots era fer creure als alemanys que hi havia hagut un assalt aerotransportat més, per allunyar les defenses alemanyes de les zones de llançament autèntiques i mantenir la situació incerta.
Aquella mateixa nit, dos esquadrons de la Royal Air Force (el 617è i el 218è) crearen la il·lusió d'un gran comboi naval salpant cap al cap d'Antifer (a 15 milles al nord de Le Havre), mitjançant el llançament de tires d'alumini. Les tires causaren un retorn al radar que els operadors alemanys interpretaren l'aproximació d'un comboi invasor davant del cap d'Antifer, al nord-est de Le Havre. A més, llanxes torpedineres i motores arrossegaren globus reflectors, perquè al radar apareguessin com a grans vaixells. A més, davant del cap d'Antifer es llançaren mines navals.

##### El paper deGarbo
Joan Pujol i Garcia, que tenia el malnom de Garbo, era un barceloní espia doble de les forces aliades. Va ser una de les vint persones que coneixien la data aproximada i el lloc exacte del desembarcament que els alts comandaments de les forces aliades dissenyaven com l'Operació Overlord.
Joan Pujol, juntament amb altres espies dobles, executà les ordres enviades des del quarter general suprem de la Força Expedicionària Aliada (SHAEF), comandada pel general Eisenhower. Es tractava de l'Operació Fortitude South («Fortalesa del Sud»), una denominació clau que resumeix la política d'intoxicació informativa contra l'enemic. La clau de volta de l'operació era fer creure als alemanys que el desembarcament principal seria al pas de Calais a través d'unes forces imaginàries que es preparen prop de la localitat anglesa de Dover.
Per fer efectiva la gran mentida, abans calia mantenir la confiança dels nazis. A partir de l'inici de la primavera de 1944, Arabel, el malnom que tenia Garbo per a les forces del Tercer Reich, informava a totes hores de la constant arribada de tropes nord-americanes i canadenques als ports anglesos. La informació enviada els avançava que es preparava alguna operació a gran escala, però que encara no tenia dades suficients per a vaticinar-ne l'hora i el lloc. Ben aviat, el 24 d'abril de 1944, informà al Servei d'Intel·ligència del Tercer Reich del trasllat de dues divisions aliades cap a Escòcia amb l'objectiu d'envair Noruega. És el primer engany, conegut pels serveis secrets britànics com l'Operació Fortitude North. Hitler, que creu cegament en Arabel, no dubta a enviar setze divisions alemanyes a Escandinàvia pendents dels moviments aliats. Hi romandran inactives fins a mitjan juny.
El 6 de juny de 1944, Garbo, amb el vistiplau d'Eisenhower, informà l'enemic del desembarcament aliat a Normandia. Ho farà a les quatre de la matinada. Des d'un pis del carrer Saint James de Londres posà en funcionament una moderna emissora portàtil, de fabricació alemanya, model W-T, i transmeté un missatge en codi secret. El missatge fou breu, però clar: La flota d'invasió ja ha sortit. L'Operació Normandia ha començat. Els alemanys trigaren almenys quatre hores a rebre la notícia, descodificar-la i tornar-la a xifrar. La invasió ja estava en marxa.
Malgrat això, el contraatac de les unitats cuirassades alemanyes, les experimentades divisions Panzer, fou terrible, però el gruix de l'exèrcit alemany del Front Occidental tenia la mirada posada a Calais. Garbo els havia advertit que, segons unes informacions rebudes per tres dels espies que tenia a les seves ordres, possiblement el desembarcament que es produeix a Normandia només era una maniobra de distracció.
Amb tot, a les costes del nord de França, la privilegiada posició de les bateries antiaèries germàniques continua provocant estralls a les forces aliades. La situació és delicada i Garbo intensifica amb més força que mai la tesi que l'exèrcit aliat disposa de 75 divisions i dinou brigades a la costa sud d'Anglaterra, un 50 per cent més que no hi havia a la realitat, per a desembarcar a Calais. Per a evitar que els alemanys poguessin descobrir el parany, els britànics fan flotar a les costes de Dover vaixells de plàstic inflable, tancs de cautxú i ports de cartó pedra.
És llavors quan Joan Pujol, passats 7 minuts de les 12 de la nit del dia 9 de juny de 1944, envia una nova comunicació als alemanys. En aquesta notificació, Pujol es referma en la tesi que la veritable invasió tindrà lloc per Calais.
A més, Garbo també els parla de les tropes del general Patton. Els fa creure que hi ha dos cossos d'exèrcit, el primer Grup de l'armada dels Estats Units d'Amèrica i la 4 Unitat britànica, que desembarcaran d'un moment a un altre a Calais, ja que, a més de ser el camí més curt, aprofitaran la instal·lació de les rampes dels avions de guerra V1. El missatge secret diu textualment: «Per [l'agent] J(5) vaig saber ahir que existien 75 divisions en aquesta illa (Anglaterra) abans de començar l'actual assalt (Normandia). Suposant que utilitzin un màxim de 20 a 25 divisions, ens donaria unes 50 divisions per intentar el segon cop. Espero que sotmetin urgentment al nostre alt comandament tots aquests informes i estudis». Hitler va caure en el parany. Immediatament, la 116 Divisió Panzer, fins aquell moment estacionada al nord-oest de París, i la 1ª Divisió Panzer de les SS són traslladades al pas de Calais. L'alt comandament alemany també paralitza el trasllat de la 85ª Divisió d'infanteria, que es dirigia cap a Normandia. Un total de set divisions alemanyes que haguessin pogut ser enviades a la península de Cherbourg són retingudes sobre la zona de Calais per ordres directes del Führer. Aquests foren els moviments decisius de la Segona Guerra Mundial. La confiança cega de Hitler en el seu agent secret va ser més forta que els consells del mariscal Rommel, partidari d'aixafar primer les tropes aliades a Normandia abans d'anar a Calais.
Hitler va enviar un missatge de felicitació a Arabel a través de l'estació de l'Abwehr de Madrid. El dictador alemany morirà convençut que només un canvi d'estratègia al darrer instant feu canviar els plans de l'exèrcit aliat, disculpant Garbo de qualsevol possible error en les informacions facilitades, per acabar premiant-lo, el 29 de juliol de 1944, amb la concessió de la Creu de Ferro, pels seus "serveis extraordinaris" a Alemanya.

#### Assaigs i seguretat

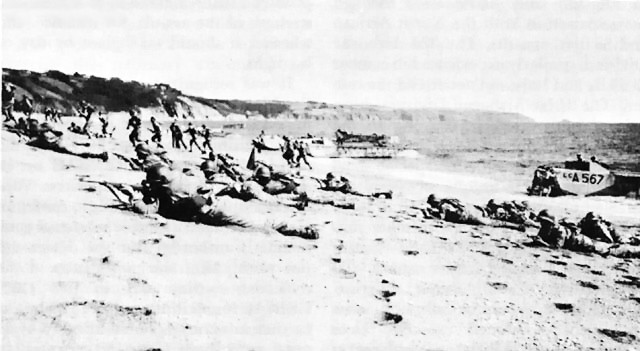
Pràctiques d'invasió marítima a la costa britànica

Les forces aliades van preparar la seva actuació pel Dia-D des de mesos abans de la invasió. El 28 d'abril de 1944, al sud de Devon, 749 soldats i mariners americans van morir quan una llanxa torpedinera alemanya va aparèixer enmig d'un d'aquests exercicis d'entrenaments, l'exercici Tigre.
L'efectivitat de les operacions de diversió va ser incrementada per un tancament de notícies de Gran Bretanya. Viatjar a o d'Irlanda es va prohibir, i es van restringir els moviments en molts kilòmetres de la costa. Les ambaixades i consolats alemanys als països neutrals van inundar-se d'informació de tota mena, amb la ben trobada esperança que qualsevol informació genuïna sobre els desembarcaments quedaria ofegada enmig d'aquell caos.
Durant les setmanes prèvies a la invasió, els mots encreuats del Daily Telegraph van incloure diverses paraules que eren noms claus relatius a la invasió. El MI-5, el Servei de Seguretat britànic, primer pensà que es tractava d'una coincidència, però quan el mot Mulberry va ser una de les respostes, el MI-5 va intervenir, entrevistant-se amb el realitzador del joc, un professor d'escola anomenat Leonard Dawe, i es van convèncer de la seva innocència. 
Malgrat tot, van haver diverses escletxes sobre el Dia-D. Mitjançant l'Afer Ciceró, els alemanys van aconseguir documentació que contenia referències a Overlord, però aquests documents no estaven detallats. Una altra escletxa va ser el missatge del general Charles de Gaulle, qui afirmà, a diferència d'altres líders, que es tractava de la invasió real. Aquesta afirmació podia haver arruïnat les diversions aliades de Fortitude Nord i Sud (per exemple, Eisenhower es referí als atacs com la invasió inicial). Afortunadament, els alemanys no van creure de Gaulle i van esperar massa temps per moure les seves unitats extra contra els aliats.

#### El pla d'invasió Aliat

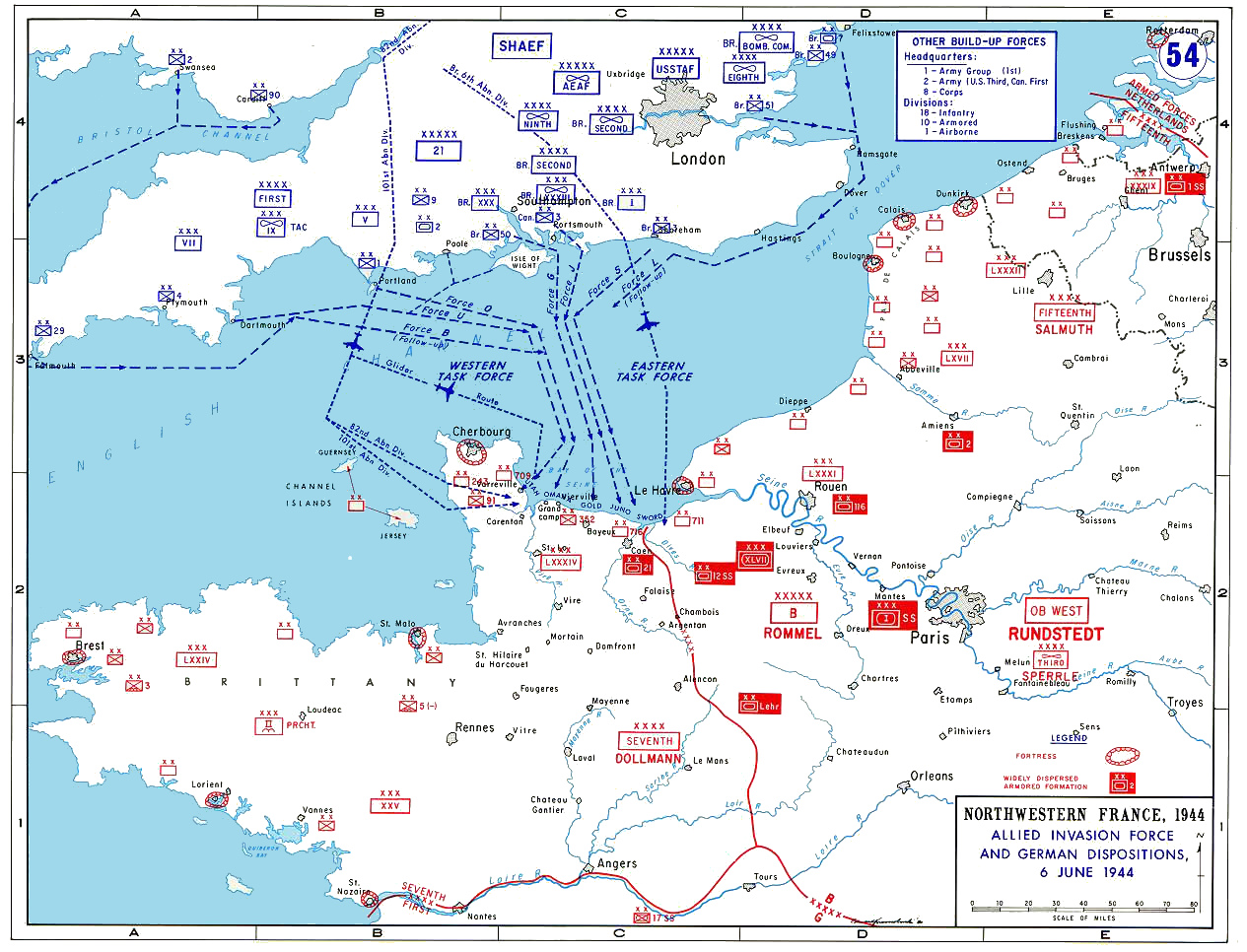
Les rutes d'assalt del Dia-D a Normandia.

Els britànics havien de realitzar un assalt aerotransportat sobre el riu Orne. L'objectiu era assegurar els ponts sobre el riu, en primer lloc per evitar que els blindats alemanys poguessin travessar el riu i interrompre els desembarcaments; i en segon lloc, per evitar que fossin destruïts per les tropes alemanyes que es retiraven i poguessin ser usats pels blindats i la logística aliada a mesura que la invasió penetrés a Normandia. Els britànics desembarcarien a les platges Sword Beach (davant Ouistreham) i Gold Beach (davant Arromanches).
Els nord-americans llançarien dues divisions aerotransportades a la punta occidental de la zona de desembarcament, a la base de la península de Cotentin. A més, van desembarcar a les platges Omaha Beach (entre Vierville i Colleville) Utah Beach i la més occidental de totes, davant Carentan.
Els canadencs desembarcarien juntament amb els britànics, a la platja Juno Beach, situada entre Gold i Sword.
La flota d'invasió estava formada per gairebé cinc mil llanxes de desembarcament, escortades per sis cuirassats, quatre monitors, 23 creuers, 104 destructors, 150 naus d'escorta i 277 dragamines. La majoria dels vaixells eren britànics, estatunidencs i canadencs; però també n'havia de francesos, polonesos, holandesos i noruecs. Estava organitzada en la Naval Task Force Oest (contraalmirall Alan G Kirk) i la Naval Task Force Est (contraalmirall Sir Philip Vian). El comandament naval suprem era l'almirall Sir Bertram Ramsay.

#### La resistència francesa
En preparació per a l'Operació Overlord, la BBC va assenyalar a la resistència francesa que les primeres línies del poema «Chanson d'automne» de Paul Verlaine indicarien l'inici de les operacions del dia D. Les tres primeres línies del poema, «Les Sanglots longs / Des violons / De l'automne» (Llargs sanglots dels violins de la tardor), significaven que l'Operació Overlord començaria en dues setmanes. Van ser difoses l'1 de juny de 1944. El següent conjunt de línies, «Blessent mon coeur / D'une langueur / Monotone» (Fereix el meu cor amb un monòton llanguiment), volia dir que començaria en 48 hores i que la resistència havia de començar operacions de sabotatge, especialment en el sistema ferroviari francès; aquestes línies es van emetre el 5 de juny a les 23:15.

### L'ordre

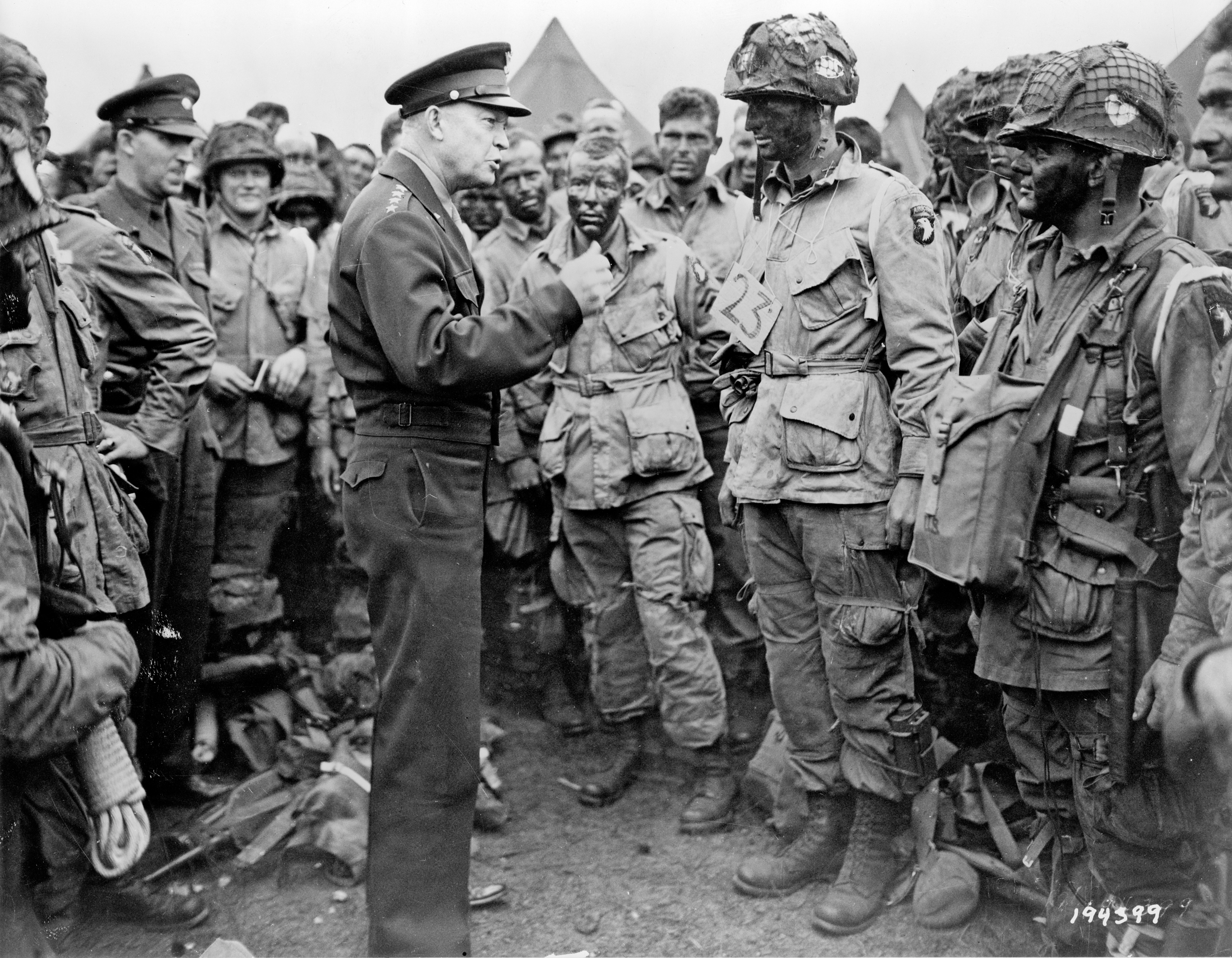
Eisenhower parla amb la 502è regiment de paracaigudistes, 101a Divisió Aerotransportada de la infanteria de l'Exèrcit dels Estats Units d'Amèrica el 5 de juny de 1944. El comandament calculava que el 90% de la companyia seria baixa en acabar la invasió.

Perquè la invasió fos possible, era indispensable conciliar diverses exigències: llum llunar a mitjanit pel llançament paracaigudista; una marea mitjana quaranta minuts després de l'alba per a que els sapadors tinguessin prou llum i temps de destruir els obstacles quan encara emergien del mar, i tres marees en l'espai de 18 hores per a poder desembarcar durant aquest limitat període 200.000 homes i 20.000 elements d'equipament. La invasió estava prevista pel 5 de juny, i hi havia un optimisme creixent davant les bones condicions meteorològiques del mes de maig, però que es convertiren en pessimisme quan el temps empitjorà a començaments de juny. L'ideal meteorològic era una situació general calmada, i després 3 dies en condicions semblants, vents de superfície no majors a 15-20 kilòmetres per hora; una base de núvols a més de 1.000 metres; nuvolositat no major a 5/10 i visibilitat de com a mínim 5 kilòmetres. L'elecció del dia 5 de juny era que, si a causa de la meteorologia era impossible salpar, encara es podria disposar de dos dies.
El 4 de juny, les condicions meteorològiques feien inviable qualsevol operació militar sobre el Canal, ja que el vent i l'alt onatge posava en perill la vida de soldats, paracaigudistes i pilots. Per tant, l'operació prevista pel dia 5 de juny va ser cancel·lada pel mal temps. El mateix dia 5 al vespre, quan totes les tropes estaven preparades per atacar i la majoria de soldats portaven moltes hores embarcats i apilats en els vaixells de les diferents armades, i fins i tot hi havia submarins que ja es trobaven a les platges des de feia moltes hores amb un gran risc de ser descoberts pels alemanys, una reunió dels alts càrrecs militars de les forces aliades decidí atacar la matinada del 6 de juny.
En aquella reunió se sospesaren dues possibilitats, atacar o romandre a Anglaterra. El principal problema d'esperar era que la conjugació de marees i lluna plena no tornaria a ser favorable a un atac amfibi fins al juliol de 1944, el que a més a més augmentava la possibilitat que els alemanys descobrissin l'engany de l'atac per Normandia, però tampoc es podia atacar amb mal temps i tempesta, ja que dificultava les missions a les platges i, especialment, el llançament de paracaigudistes. El servei meteorològics, encapçalats pel capità de grup J.M. Stagg, havien anunciat una millora parcial del temps per la matinada del dia 6 (des d'abril la fragata classe Captain HMS Grindall havia estat transmetent informes meteorològics des del mig de l'Atlàntic cada tres hores)
Davant aquest informe, l'almirall Ramsay advertí que els vaixells haurien de posar-se en marxa en només mitja hora, però que si havien de fer mitja volta, tindrien problemes per carregar combustible; el mariscal en cap de l'aire Leigh-Mallory expressà de nou la seva preocupació per la visibilitat dels bombarders; mentre que el general Montgomery es mostrà confiat amb un «Jo diria: Endavant!»; i el major general Walter Bedell Smith, cap d'estat major d'Eisenhower, també es mostrà decidit a llançar l'atac. Després de sospesar les diferents opinions, el comandant en cap de les forces aliades a occident, el general  Eisenhower pronuncià les següents paraules: «Tinc el convenciment que haig de donar l'ordre, no m'agrada, però l'hem de donar. Senyors, ataquem». En aquell moment es va posar en marxa tota la maquinària bèl·lica prevista per l'atac. Eisenhower es dirigí a l'aeròdrom de Greeham Common per saludar els homes de la 101 Aerotransportada que aquella nit saltarien sobre Normandia.
En el bàndol alemany, hi havia la certesa que davant les males condicions meteorològiques no es produiria cap mena d'atac. Les tropes no estaven en alerta i molts oficials estaven absents. El mateix Rommel havia marxat uns dies a Alemanya per celebrar l'aniversari de la seva esposa, i dotzenes de divisions, regiments i comandants de batallons es trobaven en simulacres de guerra, mentre que molts avions destinats a la zona de Normandia havien estat destinats a un festival aeri.

## Els Ordes de Batalla

### Orde de batalla Aliat[62]
- Quarter General Suprem Aliat de la Força Expedicionària (SHAEF)
  - Comandant en Cap Suprem: General Dwight Eisenhower
  - Segon Comandant en Cap Suprem: Mariscal en Cap de l'Aire Sir Arthur Tedder
  - Cap de l'Estat Major: General Walter Bedell Smith
  - Comandant de les Forces Navals: Almirall Sir Bertram Ramsay
  - Comandant en Cap de la Força Aèria Expedicionària: Mariscal en Cap de l'Aire Sir Trafford Leigh-Mallory

- 21è Grup d'Exèrcits  – General Sir Bernard Montgomery

Segon Exèrcit Britànic – Tinent General Sir Miles Dempsey
I Cos (del Primer Exèrcit Canadenc – 23 de juliol) – Tinent general John Crocker
VIII Cos (des del 16 de juliol) – Tinent general Sir Richard O'Connor
XII Cos (des del 30 de juliol) – Tinent general Neil Ritchie
XXX Cos – Tinent general Gerard Bucknall (fins al 3 d'agost) – Tinent general Brian Horrocks
Primer Exèrcit Canadenc – Tinent General Harry Crerar
II Cos (des del 23 de juliol) – Tinent general Guy Simonds
- 12è Grup d'Exèrcits  – Tinent General Omar Bradley (des de l'1 d'agost)

Primer Exèrcit Estatunidenc – Tinent General Omar Bradley (fins l'1 d'agost) - Tinent General Courtney Hodges
V Cos – Major general Leonard Gerow
VII Cos – Major general J. Lawton Collins
VIII Cos – Major general Troy Middleton
Tercer Exèrcit Estatunidenc – Tinent General George Patton
XII Cos – Major general Gilbert R. Cook
XV Cos – Major general Wade Haislip
XIX Cos – Major general Charles Corlett
XX Cos – Major general Walton Walker
- Força Aèria Expedicionària Aliada – Mariscal de l'Aire Sir Trafford Leigh-Mallory

Segona Força Aèria Tàctica de la RAF - Mariscal de l'Aire Sir Arthur Coningham
73 esquadrons de caces, 20 esquadrons de bombarders mitjans, 7 esquadrons de cooperació de l'exèrcit
Novena Força Aèria dels Estats Units – Tinent general Lewis H. Brereton (fins al 7 d'agost) – Major General Joyt Vandenberg
65 esquadrons de caces, 22 esquadrons de bombarders mitjans, 56 esquadrons de transport
Defensa Aèria britànica – Mariscal de l'Aire Sir Roderick Hill
41 esquadrons de caces
Comandament de Bombarders de la RAF – Mariscal de l'Aire Sir Arthur Harris
73 esquadrons de bombarders pesants, 15 esquadrons de bombarders lleugers
Vuitena Força Aèria dels Estats Units – Tinent general James Doolitle
160 esquadrons de bombarders pesants, 45 esquadrons de caces

### Orde de batalla Alemany[63]
- Oberkommando Der Wehrmacht (OKW)
  - Comandant en Cap Suprem: Adolf Hitler
  - Cap de l'Estat Major: Mariscal Wilhelm Keitel
  - Cap d'Operacions de l'Estat Major: Coronel General Alfred Jodl

- Oberbefehlshaber West (OB West)

Mariscal Gerd von Rundstedt (fins al 2 de juliol)
Mariscal Günther von Kluge (fins al 18 d'agost)
Mariscal Walther Model
VII Armee – Coronel General Friedrich Dollman (fins al 28 de juny) - Oberstgruppenführer Paul Hausser (fins al 20 d'agost) – General der Panzertruppen Heinrich Eberbach (fins al 30 d'agost)
Panzer Group West (fins al 5 d'agost)
V Panzerarmee - General der Panzertruppen Leo Freiherr Geyr von Schweppenburg (fins al 6 de juliol) – General der Panzertruppen Heinrich Eberbach (fins al 9 d'agost) - Oberstgruppenführer Josef Sepp Dietrich
I SS Panzer Korps – Oberstgruppenführer Josef Sepp Dietrich (fins al 9 d'agost) - Oberstgruppenführer Hermann Priess
II SS Panzer Korps – Oberstgruppenführer Paul Hausser (fins al 28 de juliol) - Oberstgruppenführer Wilhelm Bittrich
XLVII Panzer Korps – General der Panzertruppen Hans Freiherr von Funk
LVIII Panzer Korps – General der Panzertruppen Walter Kruger
II Fallschirm-Korps – General der Falschirmtrupper Eugen Meindl
XXV Korps – General der Artillerie Wilhelm Fahrmbacher
LXXIV Korps – General der Infanterie Erich Straube
LXXXI Korps – General der Panzertruppen Adolf Kuntzen
LXXXIV Korps – General der Artillerie Erich Marcks (fins al 12 de juny) – General der Artillerie Wilhelm Fahrmbacher (fins al 18 de juny) – Generalleutnant Dietrich von Choltitz (fins al 28 de juliol) – Generalleutnant Otto Elfeldt
LXXXVI Korps – General der Infanterie Hans von Obstfelder
- Oberkommando der Luftwaffe – Reichsmarschall Hermann Göring

Luftflotte 3 – Mariscal Hugo Sperrle
III Flak Korps

## Batalla

### El Dia-D: 6 de juny de 1944

#### Operacions nocturnes
El paper de les tres divisions paracaigudistes durant el Dia-D era evitar que els reforços alemanys poguessin interferir en el desembarcament amfibi i capturar pobles, ponts, nusos de carreteres o punts forts de l'interior o als flancs de les platges. La missió era de gran importància i d'un gran risc. El mariscal Leigh-Mallory preveia que hi hauria un 80% de baixes.
La 6a Divisió Aerotransportada britànica saltà sobre el flanc est per conquerir els encreuaments del riu Orne i del canal de Caen. La seva missió era destruir les bateries costaneres de Merville, que podrien haver bombardejat Sword Beach. El Pont Pegàs havia estat conquerit per una força especial de planadors comandada pel major John Howard. La major part de les tropes estava sobre la seva zona de llançament a les 00:50. Durant el dia, els paracaigudistes es dedicaren a fer front als contraatacs alemanys, junts amb tancs de la 21a Divisió Panzer. La divisió només patí un 10% de baixes.
La 101 nord-americana saltà al costat de la platja Utah Beach. La seva missió era assegurar quatre nusos de carretera que sortien de les platges, juntament amb diversos ponts sobre els rius Vire i del Douve, al costat de Carentan, per evitar que els alemanys poguessin separar les platges Utah i Omaha. A diferència de la 6a britànica, la 101 quedà molt dispersa. Al final del dia, dels 6.600 homes llançats sobre Normandia, 3.500 es donaven per desapareguts.
Finalment, la missió de la 82a nord-americana era saltar a ambdues ribes del Merderet per assegurar Sainte-Mère-Église i capturar la carretera i la línia ferroviària de Cherbourg. Diverses seccions van ser llançades al bell mig del poble. Poc abans de ser llançats, a la una del matí del 6 de juny, es va declarar un incendi en una de les cases principals del poble, el que va mobilitzar als vilatans per apagar el foc. Cap a la 1:40AM, mentre bombaven aigua sota l'estreta mirada de les forces d'ocupació alemanya, els primers paracaigudistes volaven sobre el poble enmig del caos, i van ser abatuts per les tropes alemanyes amb clara superioritat al disparar des de terra. Malgrat això, el 2n batalló del 506è Regiment del tinent coronel Benjamin H. Vandervoort va aconseguir conquerir la ciutat i mantenir-la.
Malgrat les previsions pessimistes, aquest mètode d'invasió aèria va tenir un èxit considerable. Malgrat això, la nit i el terreny desconegut van fer que alguns soldats nord-americans triguessin dies a reagrupar-se. L'experiència va causar tal impressió que durant la resta de la guerra totes les operacions aèries aliades es realitzarien en hores de llum.

#### El desembarcament

##### Sword Beach
A la platja Sword, els britànics van desembarcar amb poques baixes. Al vespre havien aconseguit avançar 8 km més enllà de la costa, però sense poder prendre alguns dels ambiciosos objectius marcats per Montgomery, en especial Caen que restava en mans alemanyes al final del dia "D", i que hi continuaria estant fins al 8 d'agost.
La 1a Brigada de Serveis Especials, sota comandament del brigadier Lord Lovat va arribar amb el segon desembarcament de soldats, juntament amb tropes franceses lliures. Britànics i francesos tenien diferents missions per capturar el poblet costenc de Ouistreham: els francesos havien de conquerir el centre, mentre que els britànics dues bateries que enfocaven a les platges.
A darrera hora del dia, la 21a Divisió Panzer llançà un contraatac des de Caen cap a la zona de desembarcament, però va ser obligada a retirar-se; perdent durant el dia 54 dels seus 124 tancs. Els britànics havien aconseguit desembarcar 28.845 homes amb menys de 1.000 baixes.

##### Juno Beach

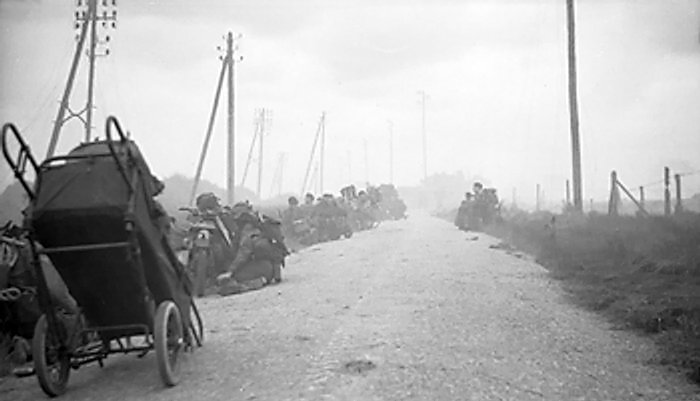
Tropes canadenques poc després d'aconseguir sortir de la Juno

Les tropes canadenques que desembarcaren a Juno Beach van haver de fer front a un gran nombre de nius de metralladores, punts forts i fortificacions diverses, així com un dic dues vegades més alt que el d'Omaha Beach. El primer grup d'assaltants patí un 50% de baixes, la segona més gran de l'operació. L'ús de tancs va ser de gran ajut per a les tropes canadenques, ja que moltes vegades servien de protecció als soldats que acabaven d'arribar i havien pres cos a terra. Malgrat tot, el desembarcament canadenc va ser el de més èxit de tots els que es van fer.
Malgrat els obstacles, en hores els canadencs van poder sortir de la platja i avançar terra endins. El sisè regiment cuirassat i The Queen's Own Rifles of Canada van assolir els seus objectius previstos per a aquell dia al poder travessar l'autopista entre Caen i Bayeux avançant 15 km més enllà. Els canadencs foren els únics que van poder assolir els seus objectius aquell dia, tot i que les defenses alemanyes feren retrocedir les tropes al vespre, i això van impedir que capturessin l'estació de radars de Douvres i que es fes la connexió amb la platja de Sword Beach.
A la nit, 21.400 soldats canadencs es trobaven en territori francès, amb només 340 morts, 574 ferits i 47 presoners; i la 3a divisió canadenca d'infanteria era la que més havia penetrat en territori enemic de qualsevol de les divisions aliades.

##### Gold Beach
A la platja de Gold Beach, el nombre de baixes també va ser molt alt a causa que els alemanys havien fortificat molt bé la zona entre Arromanches-les-Bains i Port-en-Bessin. Malgrat això, la 50a Divisió d'Infanteria (Northúmbria) superà aquestes dificultats i havia avançat fins als afores de Bayeux al final del dia. Aconseguiren arribar fins a la carretera Bayeux-Caen. Va ser a Gold on es concedí l'única Creu Victòria atorgada al Dia-D. En aconseguir enllaçar amb les unitats de commando desplegades els Aliats aconseguiren una base per desplegar l'oleoducte PLUTO, la primera part de l'operació Tombola.

##### Omaha Beach

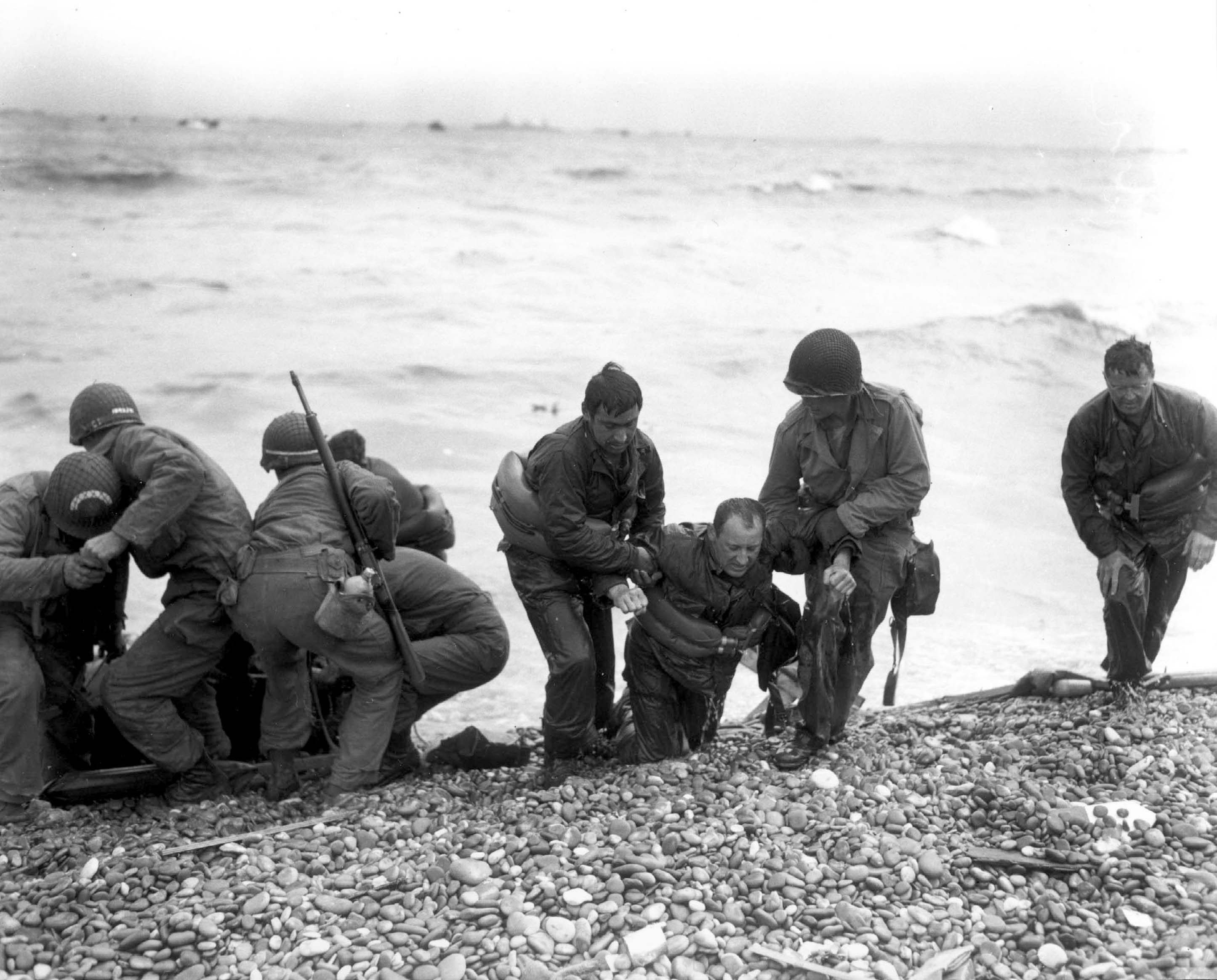
Supervivents de l'atac a Omaha Beach.

A Omaha Beach es va produir la lluita més ferotge i sagnant del Dia D. Elements de les divisions d'infanteria americanes 1a i 29a van lluitar pràcticament cos a cos amb la 352a divisió del Heer, una de les millors entrenades de les destinades a les platges. Precisament, la decisió d'atacar en aquell punt, era per la creença dels serveis d'intel·ligència aliats que la platja estava defensada per la 716a divisió, que va ser reemplaçada per la 352a pocs dies abans de la invasió.
Omaha fou la platja més fortificada, especialment per la poca efectivitat dels bombardeigs aeris i navals previs a l'atac amfibi. Al sector est, 27 dels 32 tancs Sherman DD mai arribaren a la platja, mentre que al sector oest de la platja els Sherman DD que foren directament diposats a terra ferma patiren greus destrosses.
A Omaha Beach moriren 2.400 soldats americans, la majoria a les primeres hores. A les nou del matí, el general Omar Bradley, que observava el desembarcament des del USS Augusta va ordenar començar els preparatius per abandonar la platja, però petites unitats, les quals s'anaven formant de forma improvisada entre els supervivents de les unitats reals, reeixiren prendre la platja sense necessitat d'una retirada prèvia; i al final del dia s'havien aconseguit establir dos punts aïllats. El cap de platja va anar expandint-se durant els dies següents, i els objectius originals del Dia-D van aconseguir-se el dia D+3.

###### Point du Hoc
A Pointe du Hoc, la tasca del 2n Batalló de Rangers del tinent coronel James Earl Rudder era escalar uns penya-segats de treinta metres d'alçada amb cordes i escales, sota foc enemic, i destruir els canons que hi havia instal·lats. Les fortificacions de les platges per si mateixes eren objectius vitals simplement com a punts avançats d'observació que haurien pogut dirigir un foc acurat sobre les platges americanes. Els Rangers van aconseguir completar la seva missió, capturant les fortificacions (tot i que van descobrir que els canons encara no havien estat instal·lats), les quals van haver de mantenir durant dos dies de combats, patint un 60% de baixes.

##### Utah Beach
La platja Utah fou on les baixes estatunidenques foren més baixes de tota l'operació (197 homes dels 23.000 que desembarcaren). Un error de càlcul va fer que la 4a Divisió desembarqués a dos quilòmetres al sud del seu objectiu, però amb l'avantatge que pràcticament no es van trobar enemics alemanys i van poder avançar ràpidament terra endins i connectar amb els paracaigudistes de la 101a Divisió a Sainte-Mère-Église.
El brigadier general Theodore Roosevelt Jr, fill del president dels Estats Units, Theodore Roosevelt, es va fer famós per dir-li als seus homes la frase: «We'll start the war from right here» (Començarem la guerra des d'aquí).

### Consolidació de les platges: 7 a 17 de juny
Tot i que els aliats no havien estat expulsats de les platges el mateix Dia-D, Rommel decidí seguir amb la seva estratègia de limitar la zona de desembarcament mitjançant una defensa estàtica que cedís la menor quantitat possible de terreny. Això implicava que els aliats no podrien emprar la seva potència aèria i deixava la possibilitat d'un contraatac cuirassat. A més, el terreny de Normandia facilitava aquesta opció: a excepció dels pantans propers als estuaris de Carentan i Cabourg, la regió estava formada per camps tancats amb cledes, units per estretes depressions, conegut com a bocage. Aquesta orografia restringia la visibilitat, complicava el desplegament de les forces cuirassades i les feia temiblement vulnerables a l'atac dels bazuques i dels Panzerfausts.
El 7 de juny, les possibilitats que els aliats fossin expulsats de les platges eren cada vegada menors: dels 156.000 homes desembarcats, només n'havien mort 10.000 (una xifra molt inferior a la prevista), i Montgomery desembarcà i organitzà el quarter general tàctic del 21è Grup d'Exèrcits, les tres platges britàniques formaven un únic front i els americans desembarcats a Omaha establien contacte amb els britànics de Gold el dia 8. La 101a Aerotransportada i la 29a d'Infanteria a Omaha van començar una ofensiva per unificar el cap de platja, no aconseguint-ho fins al dia 10. El dia 8 la 50a divisió (Northúmbria) ocupà Bayeux.
A la tarda del 7 de juny, un soldat alemany trobà una còpia del pla operatiu americà. Aquella mateixa nit la informació arribà a mans del general Marcks; però el document no arribà a Rommel fins a dos dies després. I encara que el general Blumentritt, cap de l'estat major de von Rundstedt insistí que es tractava de la invasió, el mateix Hitler seguia comptant que tindria lloc una invasió a través del Canal contra el 15è Exèrcit. Malgrat això, Rommel mogué la 2a Divisió Panzer al sector britànic, i von Rundsted va poder traslladar a Caen la Leibstandarte SS Adolf Hitler i la 2a Panzer SS Das Reich, tot i que trigaren 17 dies a arribar al seu destí a causa del sabotatge de la Resistència Francesa i dels atacs aeris aliats; a més que diversos alts comandants van resultar morts. 
El 10 de juny, els Typhoons del 83è Grup de la RAF i els Mitchells del 2n Grup Aeri atacaren el castell de La Caine, seu del quarter general de von Schwepengerg. Van destruir-lo amb el resultat que el Grup Panzer Oest deixés de funcionar per complet.
Rommel considerà la defensa de Carentan com un element crucial per immobilitzar els Aliats i ordenà que el II Fallschirm-Korps es desplacessin fins allà, però la combinació dels atacs aeris i la Resistència Francesa va fer que no hi poguessin arribar fins al vespre de l'11 de juny. La 101 Aerotransportada llançà un atac durant la nit, conquerint la ciutat a l'alba del dia 12. A més, amb tropes arribades de Utah rebutjaren un atac de la 17a Divisió SS Panzergrenadier i aconseguiren finalment formar una línia contínua i segura del front.
Pel seu costat, el V Cos americà llançà un atac cap a Saint-Lô el 12 de juny, juntament amb els cossos XIX i VIII; mentre que el Segon Exèrcit britànic intentava penetrar a Caen mitjançant un doble envolcallament realitzat per la 51a Divisió (Highland) i la 7a Divisió Cuirassada, però el 501 Batalló de Tancs Pesats de les SS, refugiats al bocage, van poder aturar l'avantguarda de la 7a Cuirassada, i, de retruc, l'ofensiva britànica. Amb el fracàs britànic per capturar Caen i l'americà a Saint Lô, l'avanç aliat quedà temporalment aturat. L'únic èxit va ser l'atac del VII Cos americà a través de la península de Cotentin, arribant a Barneville, a la punta occidental el dia 17 i deixant aïllades tres divisions alemanyes (la 243a, la 77a i la 709a) que van ser totalment destruïdes.

### La penetració del front: 18 a 24 de juny
El 19 de juny, la 4a divisió americana trencà la línia alemanya i arribà al vespre fins a Valgognes, la darrera gran ciutat dins a Cherbourg. L'èxit del VIII Cos americà va permetre que el 21è Grup d'Exèrcits presentés un front unit contra els alemanys. i encara que la superioritat numèrica no era prou per realitzar un trencament decisiu, era indubtable que Montgomery estava guanyant. El nombre d'homes que diàriament desembarcaven era major que el nombre de baixes que havien de reposar; i encara que hi havia dificultats a escala local, mai no hi va haver una mancança real ni de combustible ni de subministraments. Els alemanys, en canvi, estaven pagant un preu molt elevat per la seva resistència; i el Grup d'Exèrcits B havia perdut, en conjunt, 26.000 homes, incloent un comandant de cos i cinc caps de divisió. Malgrat això, el Mariscal en Cap de l'Aire Sir Arthur Tedder lamentava el fracàs de la conquesta de Caen, car li hagués proporcionat la plana de Caen-Falaise com a base pels seus avions.
El 13 de juny començaren a caure sobre Londres les primeres bombes volants V-1, car Hitler es negava que l'objectiu fossin les platges de desembarcament o els ports del sud d'Anglaterra.
El 16 de juny Hitler ordenà que el II. SS Panzerkorps (9a SS Panzer i 10a SS Panzer), procedent del Front Oriental, es dirigíssin cap a Normandia. Mantingué, però, el XV. Armee a Calais com que esperava l'atac de l'inexistent FUSAG. A més, el LXXXVI Korps, provinent del sud-oest de França, es dirigiria també cap a Normandia, així com divisions arribades d'Escandinàvia. Si bé a Rastenburg el pla podia semblar raonable, Rommel i von Rundstedt comprengueren que qualsevol divisió que s'enviés a Normandia arribaria tard, afeblida i sense subministraments. El 17 de juny, Hitler es traslladà a Soissons per entrevistar-se amb von Rundstedt i Rommel, on rebutjà qualsevol proposta de retirada. Tornà immediatament a Rastenburg sense visitar els camps de batalla després que una V-1 caigués sobre el seu refugi. Eisenhower, en canvi, visitava sovint els quarters generals de Montgomery, Bradley i Dempsey, però sense tractar d'interferir a les accions.
El 19 de juny va tenir lloc una forta tempesta al mar, que no només va fer enfonsar les darreres seccions dels ports Mulberry que arribaven, sinó que va sacsejar les peces ja ancorades, arrancant-les i llençant-les unes contra les altres. La descàrrega de subministraments s'aturà de cop, i en lloc de les 22.000 tones de subministraments que es descarregaven diàriament, ara només se'n descarregaven 12.000. Els nord-americans van decidir que havien quedat inservibles; i com que als seus caps de logística la mateixa idea dels ports flotants ja no els agradava, van convèncer els seus caps per procedir amb un simple transvasament a les llanxes de desembarcament. Els britànics, en canvi, influïts per l'interès directe de Churchill cap als Mulberry, els repararen. Pel 29 de juny els britànics arribarien a descarregar 11.000 tones, mentre que els americans rebien 7.000 tones diàries a Utah i 13.000 a Omaha. L'efecte immediat de la tempesta va ser la mancança de subministraments, en especial munició d'artilleria; a més de fer cancel·lar les operacions aèries. L'absència de caces bombarders aliats va permetre que els alemanys poguessin accelerar l'arribada de reforços a Normandia.
El 20 de juny, l'OKW ordenà von Rundstedt de prepar un pla d'atac per sis divisions cuirassades sobre la frontera entre les tropes americanes i britàniques fins a Bayeux. De les sis divisions, tres encara no havien arribat i dues defensaven el front de Caen. El 22 de juny, al Front Oriental, s'inicià l'operació Bagration, dirigida contra el Grup d'Exèrcits Centre i amb l'objectiu d'expulsar els alemanys d'Ucraïna.

### Trencament del front: 25 de juny a 10 de juliol

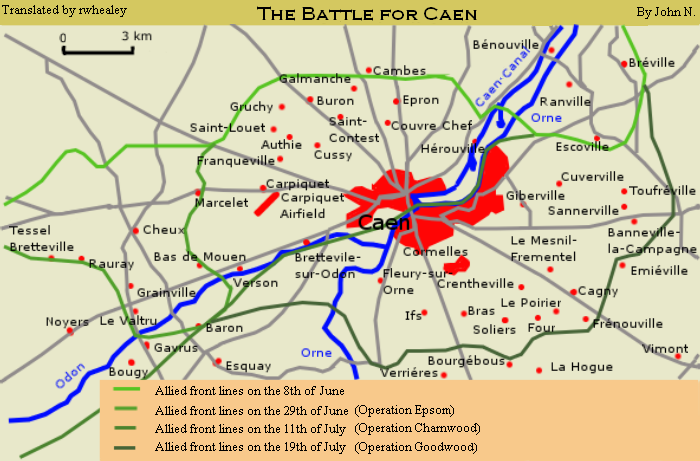
Mapa mostrant les operacions properes a Caen.

El 18 de juny Montgomery havia ordenat als americans que conquerissin Cherburg i als britànics Caen abans del 23; però el mal temps retardà ambdues operacions. El 26, després de dues setmanes de resistència, el general von Schlieben va haver de rendir Cherbourg i el seu port als Aliats, tot i que aquest va ser tan ben sabotejat que costà un mes als enginyers aliats perquè tornés a ser operatiu. Pel seu costat, els britànics intentaren superar el flanc de Caen, defensat pel XLVII Panzerkorps. El 25 de juny, el XXX Cos britànic assegurà el flanc oest de l'avanç del VIII Cos; però l'arribada del II. SS Panzerkorps amenaçà el flanc sud del VIII Cos i aquest se situà a la defensiva. Les unitats alemanyes no aconseguiren endinsar-se al bocage, permetent als britànics conservar el terreny guanyat. El VIII Cos havia ocupat una franja de terreny molt petita, atraient dues divisions Panzer a la defensa de Caen i fent insostenible la posició de la ciutat. El 25 de juny els aliats només havien penetrat 25 km, ocupant una cinquena part del terreny que preveia el pla original de Montgomery, però la saturació de tropes no permetia que es despleguessin els dos exèrcits que havien de fer-ho. A més, el poc terreny conquerit provocà que no es poguessin establir els camps d'aterratge que s'havien promès a la Tedder i a Leigh-Mallory: només s'havien pogut formar 27 dels 19 camps promesos; i a Anglaterra hi havia encara entre 10 i 15 esquadrons esperant per traslladar-se a França.
El 28 de juny el mariscal von Rundstedt va ser convocat al Berghof, havent de fer un viatge de 1.000 km en automòbil, quan els combats al riu Odon estaven al punt més àlgid, i només va poder intercanviar unes poques paraules amb Hitler. Quan tornà l'endemà a Normandia, digué al mariscal Keitel que la posició alemanya a Normandia era insostenible, i quan Keitel li digué què havien de fer, von Rundstedt respongué un taxatiu: "La pau, idiotes!". L'endemà, von Rundstedt va ser rellevat pel mariscal von Kluge. A més, el generaloberst Dollman se suïcidà el dia 28.
Durant la primera setmana de juliol va estendre's el temor d'un front paralitzat: el VIII Cos es dirigí cap a l'est per la península de Cotentin; i el VII Cos s'afegí a l'esforç un dia després; enmig del bocage, davant l'oposició del LXXXIV Korps; paralitzant-se l'avanç el dia 11.
El 6 de juliol el general Patton arribà a Normandia per fer-se càrrec del Tercer Exèrcit estatunidenc; així com el tinent general Crerar, del Primer Exèrcit canadenc.
Mentre que l'atac americà es paralitzava, el Segon Exèrcit britànic iniciava un nou atac contra Caen, intentant avançar mitjançant bombardeigs intensius des de l'aire de les posicions enemigues; i el 9 de juliol la zona de Caen al nord de l'Orne estava neta, però el bombardeig havia respectat la majoria de les posicions alemanyes; però convertí la ciutat en un munt de runes, impedint l'avanç dels vehicles aliats i oferint un terreny ideal als alemanys per a la defensa.<"L'orde del Führer" conforme Caen havia de resistir fins al final va seguir-se al peu de la lletra durant el dia 8; però al vespre, el general Eberbach, davant la insistència del SS-Brigadeführer Meyer, accedí que les malmeses tropes que quedaven de la Hitler Jugend es repleguessin al sud de Caen. Després de Charwood, quan el 84è Cos conquerí el sector est de Caen, les dues divisions Panzer SS van ser desplegades al sud i est de la ciutat; tot i estar molt afeblides.

### Invasió: 10 de juliol a 5 d'agost
Montgomery començà a planejar la fase decisiva de la batalla: les tropes de Bradley es dirigirien cap a Avranches i el VIII Cos es dirigiria a Bretanya, mentre que el Primer Exèrcit estatunidenc es dirigia a Le Mans i a Alençon en l'operació Cobra; i el Segon Exèrcit britànic llançava una ofensiva cuirassada a l'est de Caen (l'operació Goodwood).
El 15 de juliol s'inicià l'operació Greenline, immobilitzant les divisions 2a Panzer, 9a SS Hohenstaufen i 10a SS Frundsberg. L'endemà, amb Goodwood ja en marxa, Caen era finalment conquerida pel II Cos Canadenc; però el 20 de juliol l'11a Cuirassada, la Cuirassada de Guàdies i la 7a Cuirassada van ser sorpreses per una línia defensiva alemanya de gairebé 15 km de fondària, perdent 413 tancs. El Mariscal Rommel tornà a estar absent en un moment crucial de la batalla; però aquest cop per un motiu ben justificat: el 17 de juliol dos Spitfire havien atacat el seu Horch mentre que es dirigia a La Roche-Guyon, a l'alçada de Sinte-Foy-de-Montgommery. El Mariscal va sortir llançat del vehicle, quedant greument ferit.

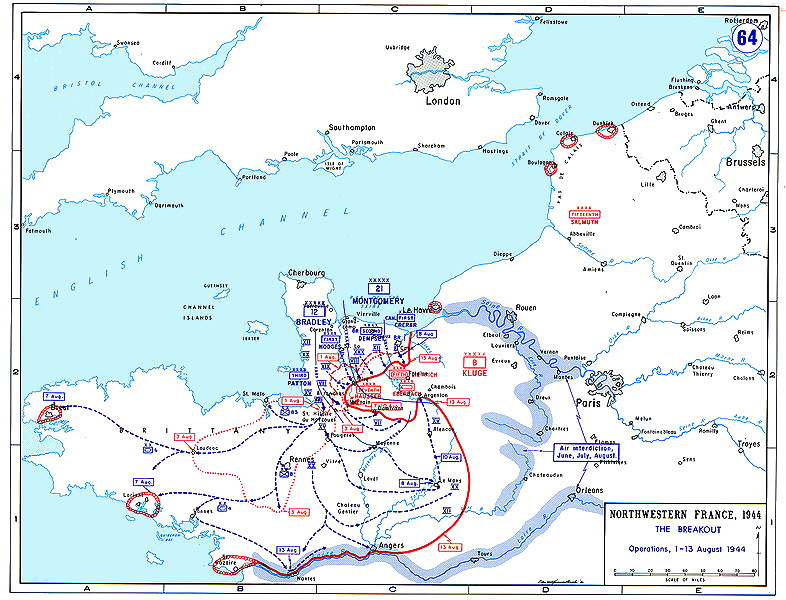
Mapa mostrant la sortida de les platges de Normandia

El 20 de juliol tingué lloc un fet totalment inesperat, quan el coronel von Stauffenberg deixà una cartera amb una bomba al Wolfschanze amb el propòsit d'assassinar Hitler. Tot i que el complot fracassà, la desconfiança de Hitler cap al comandament militar va ser absoluta, car havien estat implicats diversos comandants del Front Occidental.
El 24 de juliol, després de veure's retardada pel mal temps, el Primer Exèrcit americà inicià l'operació Cobra. El bombardeig previ anihilà la Panzer Lehr, però el foc amic provocà 101 morts i 463 ferits de la 30a divisió d'infanteria, entre els quals es trobava el comandant de les forces terrestres americanes, el general McNair. Al primer dia reeixí penetrar tres quilòmetres de les defenses alemanyes. El 27 d'agost, el general Bradley deixà el VIII Cos a Patton, i l'endemà, el VII Cos conquerí Coutances, a la punta oest de la península de Cotentin; i el 30 les tropes de Patton conquerien el nus de carreteres d'Avranches. L'1 agost es considerà formalment operatiu al Tercer Exèrcit americà, Bradley passà a comandar el 12è Grup d'Exèrcits; i el seu adjunt, el tinent general Courtney Hodges, passà a comandar el Primer Exèrcit

### Explotació: 5 a 11 d'agost
A inicis d'agost, encara que les designacions de les formacions alemanyes continuaven intactes, d'elles ja només quedaven petits grups de combat. A mesura que el front alemany es descomponia, aquests havien de fer servir més la radio, proporcionant informació als Aliats a través d'ULTRA. Pel 6 d'agost, el Grup d'Exèrcits B havia patit 144.261 baixes i només havia rebut 19.914 homes de refresc. El 30 de juliol, el VIII Cos britànic i el V Cos americà atacaren cap al Vire, mentre que el XXX Cos britànic es dirigia a Mont Pinçon en l'anomenada operació Abric Blau, conquerint-se ambdós objectius el 6 d'agost. Pel 8 d'agost, la majoria d'unitats havien assolit els seus objectius.; però a causa de les males comunicacions i la lectura errònia dels mapes, havien perdut les fantàstiques possibilitats creades.
Pel seu costat, el Tercer Exèrcit de Patton avançava sense obstacles; i el 3 d'agost el VIII Cos americà conquerí Rennes i el 8, el XV Cos ocupava Le Mans i el XX Cos es dirigia cap a Nantes. A més, amb les portes de Bretanya obertes, la BBC va emetre un missatge pel qual havia d'iniciar-se una guerra de guerrilles per tota la península, ordenant-se que tots els grups de la Resistència bretona passaven a estar sota les ordres del Tercer Exèrcit.
Pel seu costat, Hitler ordenà un contraatac des de la base de la península de Cotentin cap a Avranches (l'operació Lüttich), i el XLVII Panzerkorps rebé la missió de portar-ho a terme. ULTRA advertí de l'atac el 6 d'agost, abans que tingués lloc. Malgrat les greus pèrdues, el 9 d'agost Hitler ordenà al XLVII Panzerkorps que resistís, car l'11 d'agost el Setè Exèrcit llançaria un nou atac fins a arribar a Avranches. Advertit per ULTRA, Montgomery ordenà un llarg embolcallament contra qualsevol retirada alemanya: el Primer Exèrcit canadenc avançaria cap a Falaise i després a l'est cap al Sena, el Segon Exèrcit britànic avançaria cap al sud-est direcció Argentan i també giraria cap a l'est; i el 12è Grup d'Exèrcits havia de continuar cap a l'est i després cap al nord-est, direcció París; obrint la possibilitat d'encerclar tot el Grup d'Exèrcits B. A més, els Typhoons del 83è Grup de la RAF inicià el 7 d'agost diverses onades contra la Leibstandarte SS Adolf Hitler, aturant el seu avanç. L'11 d'agost de nit, la Das Reich va haver de retirar-se.

### Setge: 11 a 25 d'agost
El 13 d'agost, el general Guy Simonds ordenà l'inici de l'operació Tractable, amb la ciutat de Falaise com a objectiu. Malgrat que els canadencs avançaven lentament, el general Bradley denegà la petició de Patton per traslladar al XV Cos cap al nord d'Argentan i tancar la bossa, car temia el contraatac alemany en cas que es veiessin envoltats, cosa habitual al Front Oriental; a més que els aliats no tenien experiència en aquest tipus de maniobres.
El 14 d'agost, von Kluge decidí que les seves tropes havien de sortir d'allà i fugir cap al nord, car podien ser totalment destruïts. Aquell mateix dia, a causa dels atacs aeris enemics, va patir una crisi i va estar desaparegut 16 hores; i Hitler el substituí temporalment pel SS-Obergruppenführer Paul Hausser. A més, aquell mateix dia va tenir lloc l'operació Drac, el desembarcament aliat al sud de França. El 16, els canadencs van aconseguir penetrar a Falaise. Aquell mateix dia, el Tercer Exèrcit havia entrat o ocupat Dreux, Chartres, Châteaudun i Orleans; i Hitler autoritzà que una retirada. El 17 d'agost el II Cos canadenc i el V Cos americà s'apropaven, aconseguint tancar la pinça el 20, tot i els constants ataca alemanys. El 18 d'agost Hitler substituí a von Kugue pel mariscal Walter Model, i von Kluge se suïcidà l'endemà.
El 20 d'agost el SS-Obergruppenführer Paul Hausser va resultar greument ferit, perdent un ull, tot i que aconseguir fugir de la bossa; però el Setè Exèrcit quedà destruït. El 22 d'agost acabà tota resistència a la bossa de Falaise: es calculà que havien mort al seu interior 10.000 soldats, a més dels 50.000 que s'havien rendit; a més de 567 tancs o canons autopropulsats, 950 peces d'artilleria i 7.700 vehicles diversos que havien quedat destruïts.
Mentrestant, a París, la situació era d'una calma tensa: des del 12 d'agost els ferroviaris estaven en vaga, a la que s'uní la policia el 15. El 19 d'agost s'inicià una revolta, en la que els membres de les FFI capturaren l'Hôtel de ville i diverses comissaries. El dia 20 es pactà una treva, però l'intercanvi de foc continuà a diversos punts de la ciutat. Tot i que els aliats havien previst passar de llarg París, finalment el dia 22 s'autoritzà al general Leclerc que es dirigís cap a la capital.; i les unitats de la 2A DB  van començar a arribar a la ciutat al vespre de l'endemà. Finalment, el 25 d'agost, el comandant alemany tinent general Dietrich von Choltitz signà la rendició davant el general Leclerc; i l'endemà, el general de Gaulle realitzà una desfilada triomfal per l'avinguda dels Camps Elisis. París havia estat alliberat finalment 15 dies abans de la data prevista per l'estat major aliat.

### La cursa cap al Sena: 25 a 30 d'agost
Les operacions van continuar al sector britànic i canadenc fins a final de mes. El 25 d'agost, la 2a cuirassada americana arribà a Elbeuf, establint contacte amb les divisions britàniques i canadenques. La 2a divisió d'infanteria canadenca avançà cap a Foret de la Londe, una zona densament boscosa on les tropes alemanyes causaren una gran derrota als francesos al setge de París de 1870-71 al matí del 27 d'agost. La zona va ser molt defensada i la 4a i la 6a brigades canadenques van patir moltes pèrdues durant 3 dies de combats. Els alemanys van retirar-se el 29, travessant el Sena en 30.
Al vespre del 30, la 3a divisió d'infanteria canadenca travessà el Sena prop d'Elbeuf i entrà a Rouen.

## El final de la campanya
Es considera la data del final de la Campanya de Normandia la mitjanit del 24 de juliol de 1944 (l'inici de l'operació Cobra al front americà), el 25 d'agost (l'alliberament de París) o el 30 d'agost de 1944, la data en què la darrera unitat alemanya es retirà a través del riu Sena El pla original per Overlord preveia una campanya de 90 dies a Normandia amb l'objectiu final d'arribar fins al Sena, objectiu que s'assolí abans. Les forces estatunidenques estaven lluitant a Bretanya com anticipà el general Montgomery durant les darreres setmanes de la campanya, i alguns historiadors consideren que la campanya hauria acabat amb l'assalt massiu de l'operació Cobra. Montgomery va escriure el seu intent de lligar les tropes blindades alemanyes prop de Caen en una directiva del 30 de juny: "La meva política en línies generals, un cop haguéssim assegurat una base ferma, era sempre que les principals forces enemigues estiguessin enfeinades al flanc est, combatent allà, i així podríem procedir més fàcilment al flanc oest."
La història oficial americana descriu els combats que s'iniciaren el 25 de juliol com la "Campanya del Nord de França", i inclou els combats per tancar la Bossa de Falaise, que britànics, canadencs i polonesos consideren com a part de la Batalla de Normandia. El II Volum de la Història Oficial de l'Exèrcit Canadenc a la II Guerra Mundial, de C.P. Stacey, publicat el 1955, així com el Sumari Històric Oficial de l'Exèrcit Canadenc de la II Guerra Mundial, publicat el 1948, citen que la Batalla de Normandia s'estengué entre el 6 de juny i l'1 de setembre de 1944. 
El SHAEF i els governs estaven amoïnats per l'estancament, i al juliol van fer-se diverses peticions a Eisenhower perquè rellevés a Montgomery. La manca de progressos en conquerir terreny és sovint atribuït a la naturalesa del terreny on britànics i americans van haver de lluitar al sortir de les platges, el bocage (petites granges separats per alts bancs de terra coberts d'una densa malesa, ideals per la defensa), així com les dificultats habituals en un desembarcament. Però igual que ja havia fet a El Alamein, Montgomery seguí la seva estratègia original.
La victòria a Normandia va ser seguida per una persecució fins a la frontera francesa, i els alemanys van haver de reforçar de nou el Front Oriental amb tropes i recursos extrets dels fronts Oriental] i Italià.
Al setembre, set exèrcits aliats (dos dels quals venien des del sud de França, a partir de l'operació Drac) s'apropaven a la frontera alemanya. El concepte general aliat de la batalla va ser sonor, a partir dels punts forts esbossats tant per britànics i americans. Les disposicions alemanyes i el seu lideratge van fracassar, malgrat la vàlua mostrada per les unitats sobre el terreny. En un major context la Campanya de Normandia ajudà als soviètics al Front Oriental, que estaven suportant el gruix de les forces alemanyes allà i, per una major extensió, ajudà a acurtar el conflicte allà.

### Logística aliada, intel·ligència, moral i poder aeri
La victòria a Normandia va ser obra de diversos factors. Els aliats van disposar d'una superioritat material en el punt crític (concentració de forces), així com innovacions logístiques, com els oleoductes PLUTO o els ports Mulberry que permeteren l'arribada de tropes, equipament i subministraments vitals com combustible i munició. El moviment de la càrrega a les platges obertes excediren les expectacions dels planificadors aliats, fins i tot després de la destrucció del port Mulberry a la tempesta sobre el canal de mitjans de juliol. A la fi de juliol de 1944, un milió de soldats americans, britànics, canadencs, francesos i polonesos, centenars de milers de vehicles i subministraments adequats de tota mena van ser desembarcats. Tot i que va haver una mancança de munició d'artilleria, no va haver moment en què els aliats tinguessin mancances de qualsevol necessitat. Va ser un èxit remarcable considerant que no van disposar un port fins que conqueriren Cherbourg. En el moment del trencament els aliats també gaudiren d'una considerable superioritat en quantitats de soldats (aproximadament 3:5:1) i vehicles cuirassats (aproximadament 4:1), que ajudà a superar els avantatges naturals que el terreny donava als defensors alemanys.
Els esforços d'intel·ligència i contra-intel·ligència van superar les expectatives. L'operació Fortitude de diversió abans de la invasió va fer que els alemanys focalitzessin la seva intenció al Pas de Calais, i que mantinguessin allà tropes d'alta qualitat, lluny de Normandia, fins al juliol. Abans de la invasió van haver molt pocs vols de reconeixement alemanys sobre Gran Bretanya, i aquells que van poder arribar només van veure les zones de diversió. El desxiframent per ULTRA de les comunicacions alemanyes van ser molt útils, al descobrir les disposicions alemanyes i mostrar els seus plans.
Les operacions aèries aliades també contribuïren significativament a la invasió, mitjançant el suport tàctic, els atacs sobre les línies alemanyes de comunicació, evitant els moviments de subministraments i tropes (en particular les vitals unitats Panzer), i fent que la Luftwaffe fos inútil. Tot i que el seu impacte sobre els vehicles blindats va ser menor de l'esperat, l'activitat aèria intimidà aquestes unitats i impediren els seus subminsitraments.
Malgrat les pèrdues inicials en la fase de l'assalt, la moral aliada continuà alta. Les baixes van ser tremendes, i les forces de la Commonwealth van haver d'usar una nova categoria per descriure-les: "Doble Intens".

### El comandament alemany
El comandament alemany a tot nivell fracassà en reaccionar en el moment de l'assalt. Els problemes de comunicacions exacerbaren les dificultats causades pel foc naval i aeri aliat. Els comandants locals també semblaven incapaços de dur a terme la tasca de fer una defensa agressiva a la platja, com Rommel volia. L'Alt Comandament alemany seguí amb la idea fixa de l'àrea de Calais, i von Rundstedt no va poder emprar les reserves cuirassades. Quan se li va donar permís a darrera hora del dia, l'èxit era ja molt més difícil, i fins i tot la 21a Divisió Panzer, que ja hauria pogut contraatacar, va haver de fer front a una gran oposició a les platges. Però malgrat que els aliats disposaven d'una considerable superioritat material, els alemanys aconseguiren mantenir-los encaixonats en un petit cap de platja durant dos mesos, ajudats incommensurablement pels factors orogràfics.
Tot i que les disputes entre els diversos comandants aliats són ben conegudes, les seves tàctiques i estratègia estaven determinades per un acord entre el principals comandants. En canvi, els comandants alemanys veien com les seves decisions eren contínuament interferides per Hitler, controlant la batalla fins a nivell de batalló des de la distància i amb escàs coneixement de les condicions locals. Els mariscals von Rundstedt i Rommel repetidament demanaren a Hitler poder actuar més lliurement, però se'ls denegà. Von Rundstedt va ser retirat del comandament el 29 de juny després de dir bruscament al Comandant de l'OKW, mariscal Keitel, "Feu la pau, idiotes!". Rommel va ser molt malferit per un atac aeri el 16 de juny. El mariscal von Kluge, que substituí a Rommel i a von Rundstedt participà en el complot militar contra Hitler i, per tant, no desobeiria o discutiria amb Hitler per por a ser detingut. Com a resultat, els exèrcits alemanys a Normandia van ser posats contínuament en perill per la insistència de Hitler a contraatacar en lloc de retirar-se davant l'assalt aliat. Kluge va ser rellevat del comandament el 15 d'agost i se suïcidà poc després. El mariscal Model, més independent, prengué el control de les tropes alemanyes enmig de la desfeta.
A més, els comandants alemanys tenien tropes de mala qualitat: 60.000 dels 850.000 soldats sota el comandament de Rundstedt eren presoners de guerra capturats al Front Oriental. Aquestes unitats Ost eren voluntaris per lluitar contra Stalin, però en canvi se'ls va fer servir per defensar França contra els aliats; i molts van rendir-se o van desertar a la primera oportunitat. Per un altre costat, moltes unitats contenien soldats d'edat avançada o patien discapacitats, com els "batallons estomacals", formats per homes que necessitaven una dieta especial; els "batallons oïda" o els "batallons peu". Moltes unitats alemanyes depenien del transport a cavall, i moltes no disposaven de mitjans.

## La Campanya de Normandia en context

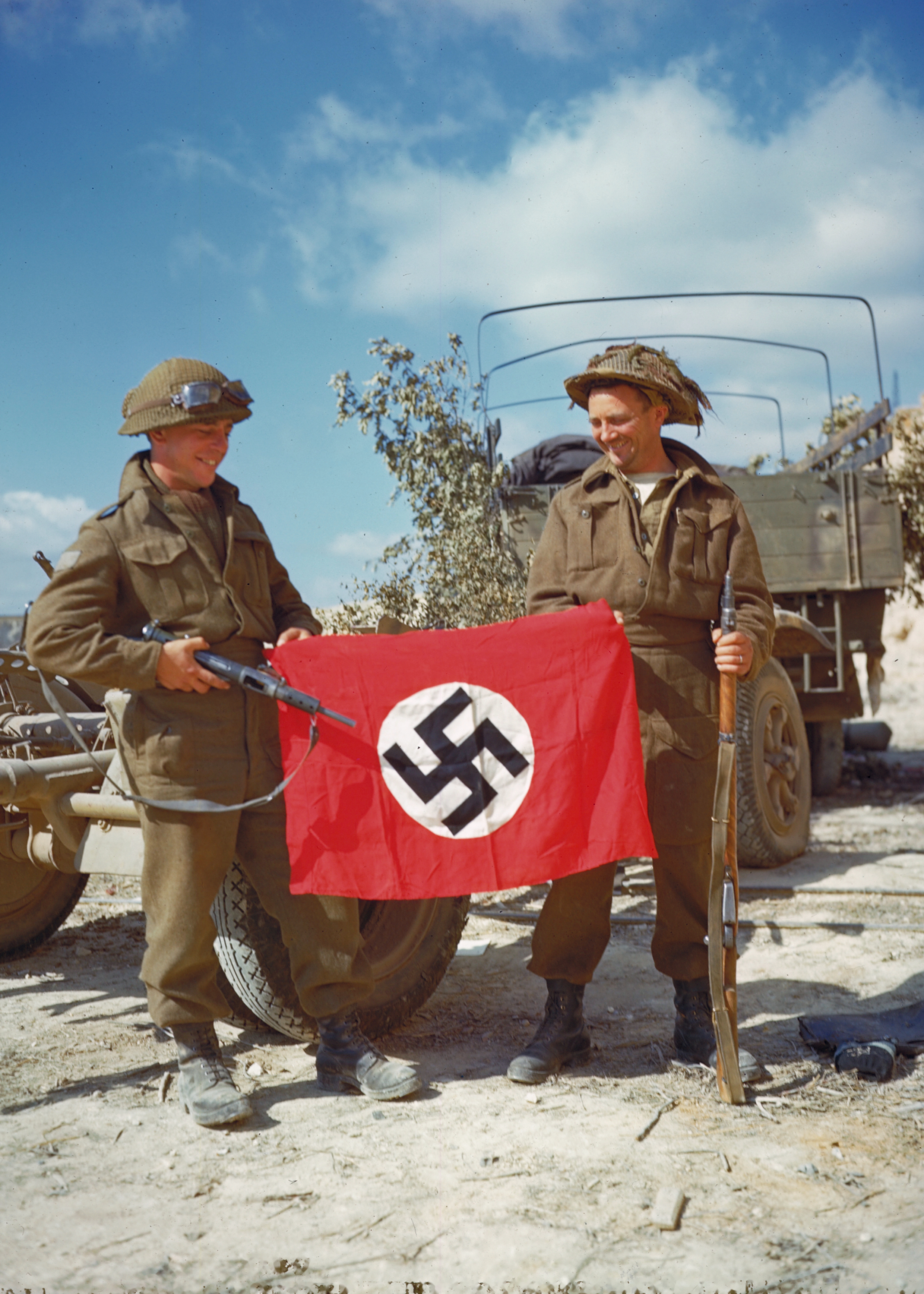
Tropes canadenques amb una bandera alemanya capturada durant la Batalla de Normandia

Els desembarcaments s'havien planejat perquè tinguessin lloc al maig de 1944, però el mal temps i els recursos insuficients van fer que es retardés fins al juny. Per a llavors, els aliats havien capturat Roma a la campanya d'Itàlia, i al Pacífic estaven llançant els primers atacs sobre el Japó. Al Front Oriental, l'Exèrcit Roig estava a punt de llançar la seva ofensiva estival, l'operació Bagration per expulsar els alemanys del territori soviètic. El segon front que Stalin havia demanat durant la Conferència de Teheran s'havia creat, i l'Eix havia de recular en tots els fronts.
La Campanya de Normandia va rebre grans crítiques com a estratègia major, car divertí recursos i unitats d'altres teatres per a la invasió. El front italià deixà de ser efectiu després de la campanya de Normandia, i el front del Pacífic va patir una mancança d'homes per a les campanyes d'Okinawa i Leyte. El ràpid èxit dels desembarcaments al sud de França (operació Drac també va comportar crítiques a l'execució de la campanya de Normandia. Malgrat tot això, el Front de Normandia va haver de fer front a l'obstinació de Hitler per mantenir l'oest a qualsevol preu. Hitler estava ansiós per mantenir Bèlgica i el nord de França com a bases per les armes "V", que havia començat a llançar sobre Europa. El 12 de setembre, els exèrcits que havien desembarcat al sud de França enllaçaren amb els de Normandia com a part de l'avanç cap a la Línia Sígfrid.
El desembarcament de Normandia no només senyalà l'inici del final de l'Alemanya Nazi, sinó que també marcà l'inici de la cursa per Europa, en el que alguns historiadors consideren que va ser l'inici de la Guerra Freda (veure Orígens de la Guerra Freda).
Normandia va ser una regió màrtir, però el seu sacrifici va salvar França. Paradoxalment, la lentitud de l'avanç aliat durant els dos primers mesos, esclafant l'exèrcit alemany, actuà en favor dels francesos, l'alliberament dels quals va ser molt més veloç i molt menys destructiu del que hom podia haver esperat, excepte als camps de batalla de Normandia.

## Baixes

### Aliades
El cost de la Campanya de Normandia va ser molt alt en ambdós bàndols. Des del Dia-D i fins al 21 d'agost, els aliats van desembarcar 2.052.299 homes al nord de França. Entre el 6 de juny i finals d'agost, els aliats van patir 209.672 baixes, un 10% de les tropes desembarcades a França: 36.976 morts, 153.475 ferits i 19.221 ferits. Entre els diferents grups d'exèrcits, el Grup Anglo-Canadenc patí 16.138 morts, 58.594 ferits i 9.093 desapareguts d'un total de 83.825 baixes. El Grup Estatunidenc patí 20.838 morts, 94.881 ferits i 10.128 desapareguts d'un total de 125.847 baixes. A aquestes xifres cal afegir 4.101 avions abatuts i 16.714 aviadors morts o desapareguts en connexió directa a Overlord. En total, la xifra de baixes aliades ascendí a 226.386 homes.

Tropes d'assalt americanes, ferides mentre que assaltaven Omaha Beach, el 6 de juny de 1944.

81 SAS de la França Lliure van morir i 195 més van resultar ferits entre el 6 de juny fins a inicis d'agost a Bretanya. No hi ha xifres exactes de les pèrdues de tancs aliats; les estimacions les xifren en uns 4.000 tancs, dels quals 2.000 lluitaven en unitats americanes.

### Alemanya
El total de baixes alemanyes no és segur. Les tropes alemanyes a França informaren la pèrdua de 158.930 homes entre el Dia-D i el 14 d'agost (la nit abans de l'inici de l'operació Drac al sud de França. Just després de la bossa de Falaise 50.000 homes més van ser perduts, dels quals uns 10.000 van morir i 40.000 van ser capturats. Les xifres sobre el total de baixes alemanyes es calculen entre 210.000 a estimacions entre 393.689 i 450.000 homes. La majoria de baixes alemanyes a Normandia consistien en presoners de guerra. Les forces aliades van capturar un mínim de 200.000 homes duran les campanyes a França.
Tampoc no hi ha xifres exactes sobre les pèrdues de blindats alemanys a Normandia. Les forces alemanyes informaren de 481 tancs destruïts entre el Dia-D i el 31 de juliol; però dels aproximadament 2.300 tancs i canons d'assalts emprats a la batalla de Normandia, només entre 100 a 200 van travessar el Sena de tornada. 

### Població civil francesa
En el transcurs de l'alliberament de Normandia entre 13.632 i 19.890 civils francesos van morir. Segons la universitat de Caen van ser 13.632 civils morts, incloent 7.557 que van morir al departament de Calvados. Altres fonts franceses calculen que només van morir 15.000 persones. Però les xifres són molt més altes a causa de la gran quantitat de persones que van resultar ferides: per exemple, al Dia D+7 les baixes franceses s'estimen en 22.499. A més d'aquells que van morir durant la campanya, s'estima que entre 11.000 i 19.000 normands van morir durant els bombardeigs previs a la invasió. A més, un cop finalitzada la campanya, les mines i els projectils sense explotar continuaren causant baixes entre la població normanda.

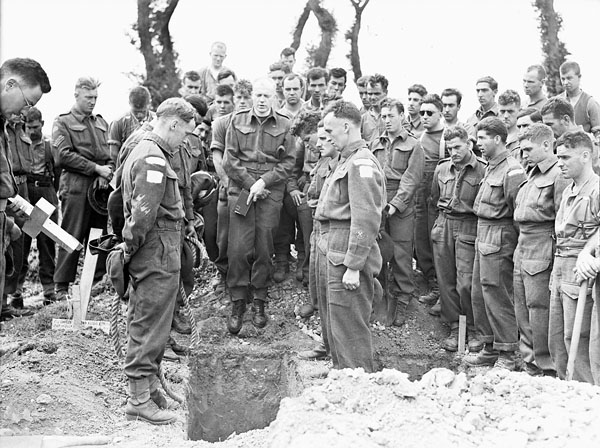
Un capellà canadenc celebra un funeral a Normandia, 16 de juliol de 1944.

Moltes ciutats i pobles normands van quedar totalment devastats per la lluita i els bombardeigs. En particular, al final de la batalla de Caen només quedaven 8.000 barris habitables de 60.000. Al final de l'ocupació, només un membre de la comunitat jueva va sobreviure. Al final de la campanya 125.000 habitants del departament de Calvados havien estat registrats com a víctimes de guerra, incloent 76.000 que ho havien perdut tot.
Abans de la invasió el SHAEF lliurà instruccions (que posteriorment serien la base del I Protocol de la Convenció de la Haia de 1954) posant èmfasi a limitar la destrucció dels llocs històrics francesos, així com el sacrilegi i el saqueig. Aquests llocs van ser relacionats a una Llista de Monuments, i no havien de ser usades per les tropes a no ser se'ls donés un permís especial des dels màxims nivells de la cadena de comandament, els quals eren definits com a "estructures o objectes de valor històric, artístic, científic o literari; o qualsevol part". El mateix Eisenhower donà instruccions que ''es prenguessin totes les mesures d'acord amb les necessitats militars per evitar malmetre totes les estructures, objectes o documents de valor cultural, artístic, arqueològic o històric; i per ajudar, sempre que fos possible, assegurar-les de la deterioració conseqüent al procés de la guerra." Els alemanys havien realitzat llistes semblants. El 19 de juny el Segon Exèrcit britànic informà que no s'havien causat danys aparents als monuments a la seva zona; però a mesura que la campanya avançava també van fer-ho els nivells dels danys; a mitjans de juliol 3 monuments havien estat destruïts, 16 havien estat malmesos, i 7 seriosament. A inicis d'agost una inspecció a 69 monuments en trobà 7 de destruïts, 12 estaven molt malmesos, 9 estaven malmesos, 6 ho estaven lleugerament i la resta restaven intactes. Posteriors inquisicions trobaren nivells semblants de destrucció; per exemple, en acabar-se de la campanya, de les divuit esglésies de Caen llistades, cinc havien estat destruïdes i quatre estaven seriosament malmeses, a més de 66 monuments més de la ciutat que també havien quedat destruïts. A divuit cantons, els monuments també havien quedat destruïts o malmesos. Un exemple particular és el Château d'Harcourt, que quedà destruït, i on es conservaven records de família que dataven de l'època de Guillem el Conqueridor. En canvi, el Tapís de Bayeux va ser trobat segur al Château de Sourches a mitjan juliol, i el sostre del Sant Sepulcre de Caen, que havia quedat destruït, va ser temporalment reparat pels civils francesos i els Royal Engineers per evitar la degradació dels objectes històrics i governamentals que havien quedat exposats a la intempèrie.
Durant la primavera de 1944 els civils francesos reuniren un munt de proves que alemanys recentment arribats saquejaven propietats civils, un fet que s'incrementà durant la batalla, fet en el que participaren soldats de tots dos bàndols i fins i tot civils francesos. Són coneguts exemples de tropes britàniques, generalment tropes de les línies de comunicació i no pas infanteria, saquejant el Museu d'Antiguitats de Caen i el Château d'Andrieu de Bayeux.

## Impacte sobre Normandia
Les platges de Normandia actualment són conegudes pels seus noms en clau de la invasió. Els carrers propers a les places tenen nom dels generals i de les unitats que van combatre, i sovint hi ha indicacions en commemoració dels combats. Punts significatius, com Pointe du Hoc o Pegasus bride tenen plaques, memorials o petits museus. Restes del port Mulberry encara segueixen ancorades davant d'Arromanches. A Sainte-Mère-Église penja un ninot paracaigudista del campanar de l'església. A més, per tot Normandia hi ha cementiris militars.

## Dramatitzacions
La batalla de Normandia ha estat l'objecte de nombroses pel·lícules, programes de televisió, llibres o video-jocs. Entre aquests trobem:
Documentals
- Morning: Normandy Invasion (June–August 1944), 17è episodi de la sèrie de la ITV "The World at War", de 1974, narrat per Laurence Olivier, on mostra una extensa cobertura dels preparatius Aliats.
- Battlefield-The Battle for Normandyun documental de 1994 de 100 minuts que compara els comandants, personal, equip i tàctiques aliades i alemanyes abans, durant i després de la batalla.
- Ken Burns-The War, el setè episodi una sèrie de la PBS sobre la Segona Guerra Mundial vista pels ulls dels homes i dones de quatre ciutats típicament americanes.
- D-Day 6.6.1944, una dramatització de la BBC/Discovery realitzada el 2004 que conté entrevistes amb soldats supervivents dels desembarcaments.

Pel·lícules
- Bataillon du ciel, pel·lícula francesa de 1947, dirigida per Alexandre Esway basada en el llibre de Joseph Kessel, sobre els paracaigudistes francesos de la SAS
- El dia més llarg, pel·lícula de 1962 produïda per Darryl F. Zanuck, sobre el Dia-D
- Un jour avant l'aube, telefilm francès de 1994 dirigit per Jacques Ertaud sobre els SAS francesos a Normandia
- The Big Red One, una pel·lícula de 1980 dirigida per Samuel Fuller i protagonitzada per Lee Marvin, sobre la 1a Divisió d'Infanteria
- Saving Private Ryan, pel·lícula de 1998 guanyadora de l'Oscar, dirigida per Steven Spielberg i protagonitzada per Tom Hanks i Matt Damon.
- Band of Brothers, minisèrie americana del 2001, produïda per Steven Spielberg i Tom Hanks, basada en el llibre homònim de Stephen Ambrose, sobre un batalló de paracaigudistes americans de la 101 Aerotransportada que salta sobre Normandia i combat fins al final de la guerra
- Ike: Countdown to D-Day, una pel·lícula americana de 2004, dirigida per Robert Harmon i escrita per Lionel Chetwynd, sobre les difícils decisions del general Dwight D. Eisenhower, així com les seves relacions amb els seus subordinats directes, per tal de comandar l'Operació Overlord.

Video-jocs
- Call of Duty 3
- Call of Duty WWII
- Company of Heroes
- Medal of Honor series. Diversos jovs de la sèrie estan ambientats a la Batalla de Normandia
- Soldiers: Heroes of WWII. La campanya alemanya del joc, titulada "Hunter" té lloc després de la invasió del Dia-D i el jugador pren el rol del comandant de panzer Michael Wittmann
- 1944 D-Day Operation Overlord, una simulació completa de tota la Batalla de Normandia. Els jugadors tenen l'opció de ser un pilot, un mariner, un comandant de tanc o qualsevol que participés en la batalla en qualsevol exèrcit.